# Llista de peixos de Grècia

Localització de Grècia a Europa

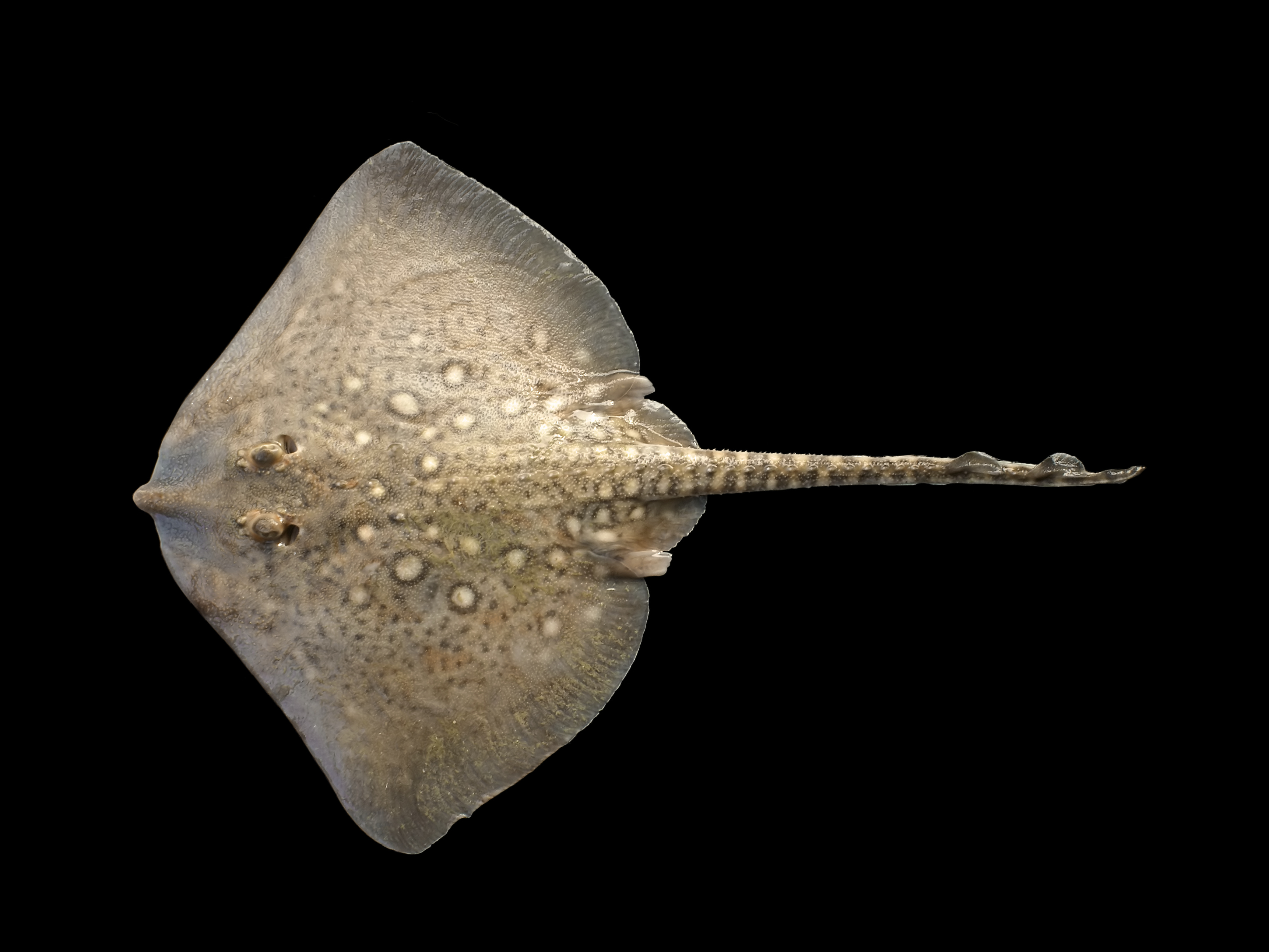
Clavellada (Raja clavata)

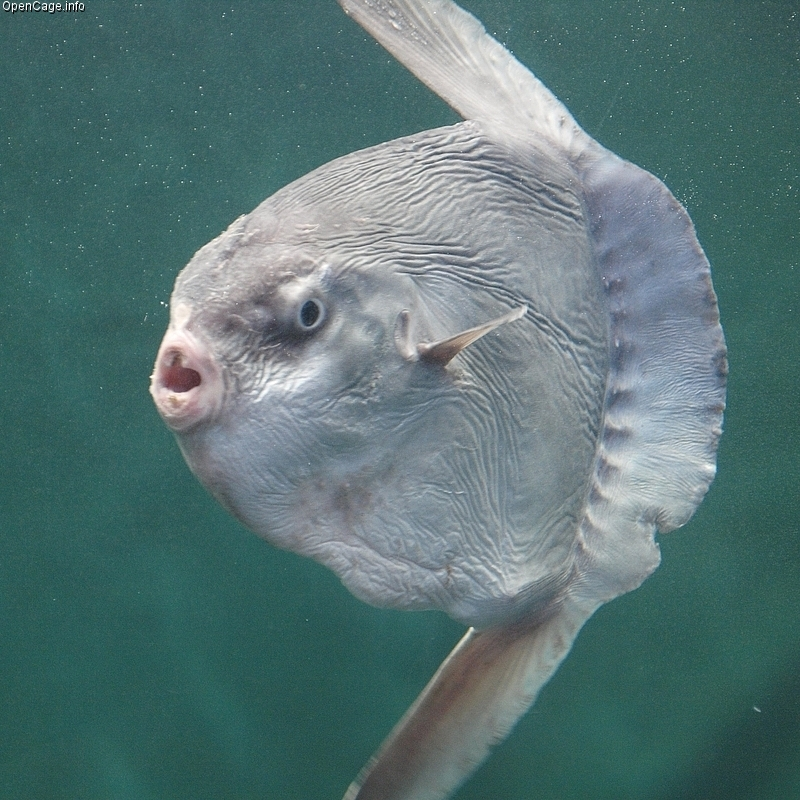
Bot (Mola mola)

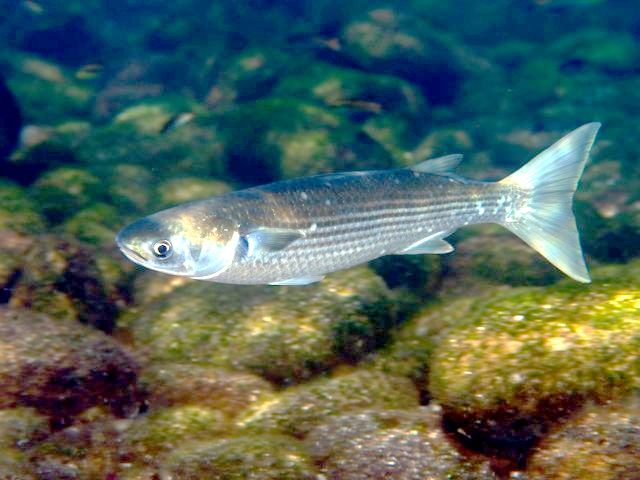
Llissa llobarrera (Mugil cephalus)

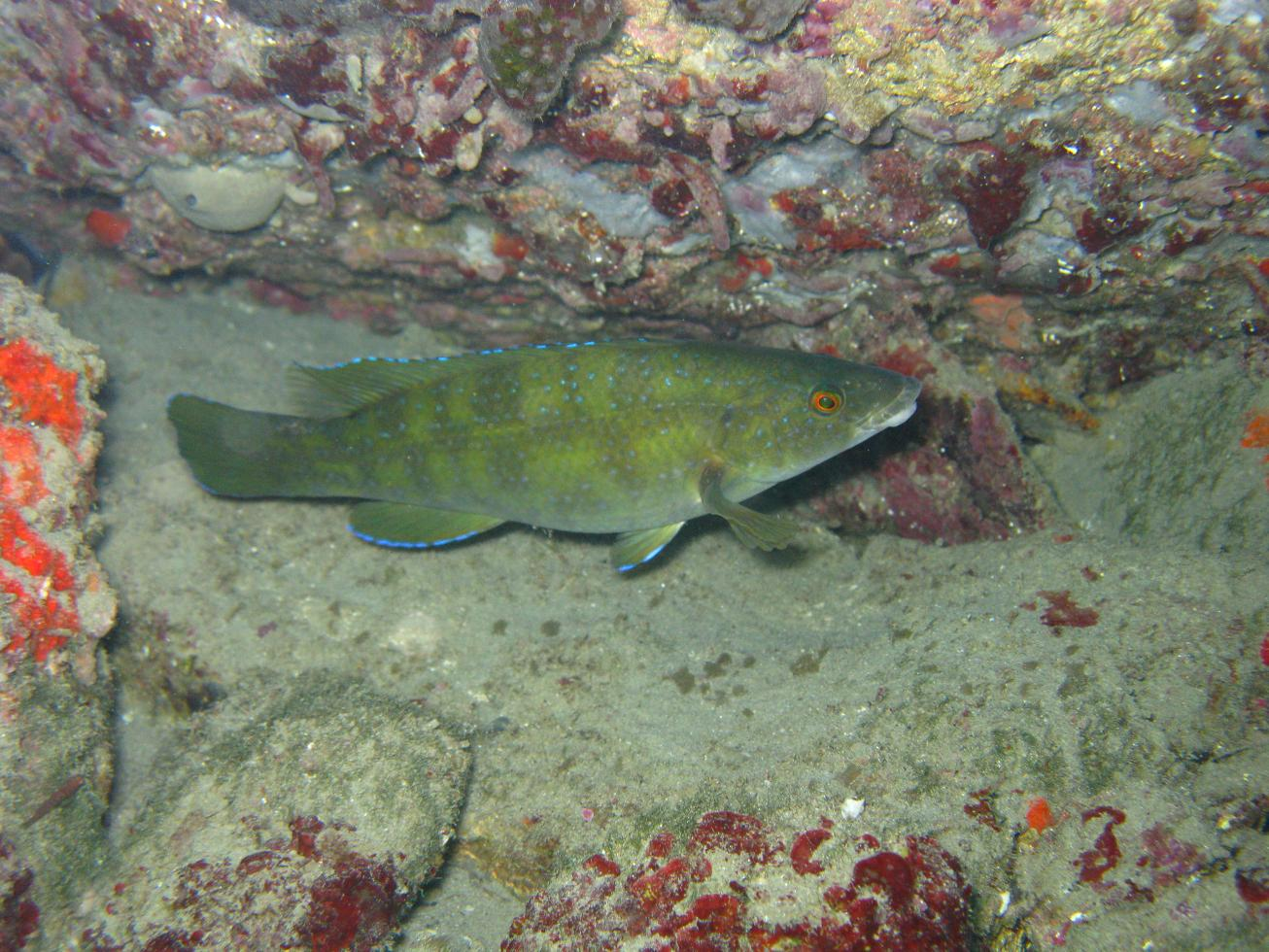
Tord massot (Labrus merula)

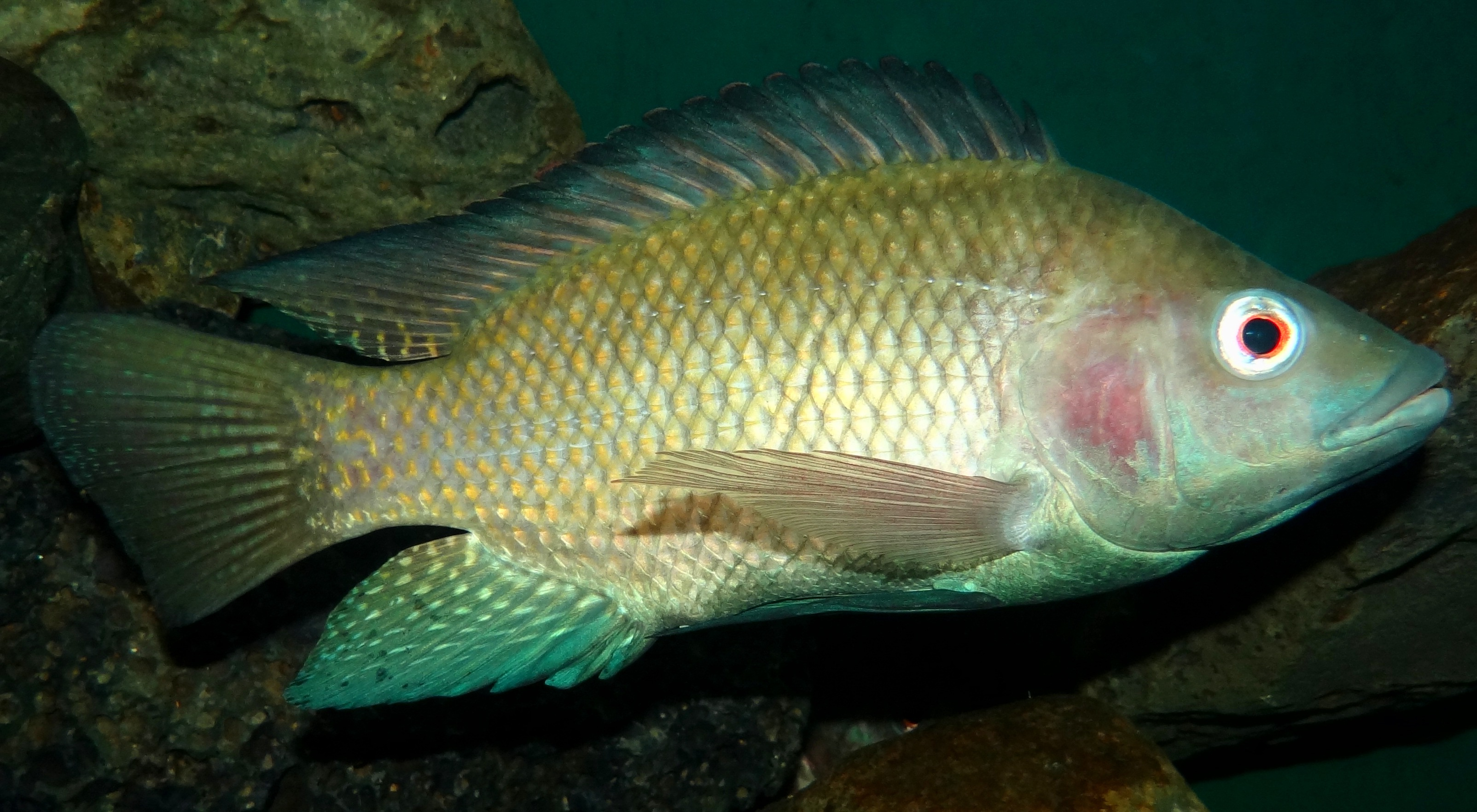
Tilàpia del Nil (Oreochromis niloticus)

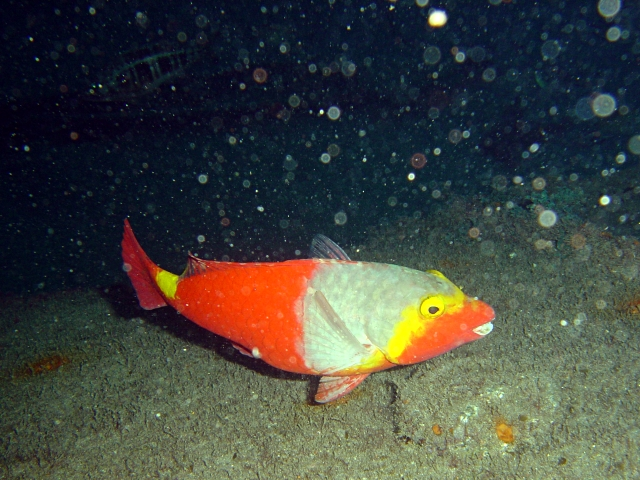
Sparisoma cretense

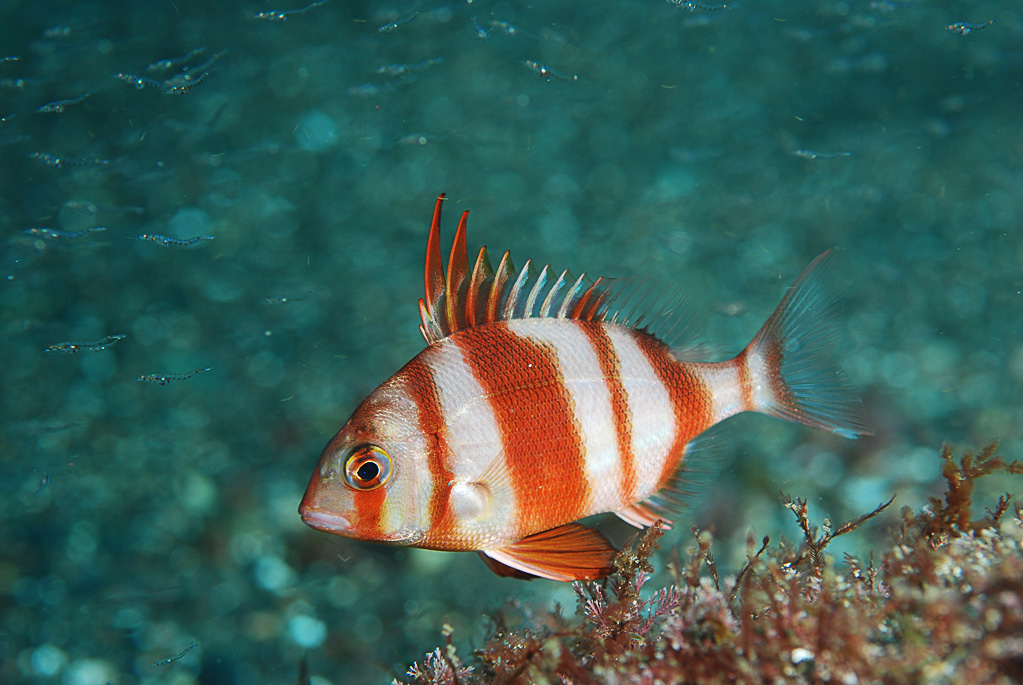
Pagrus auriga

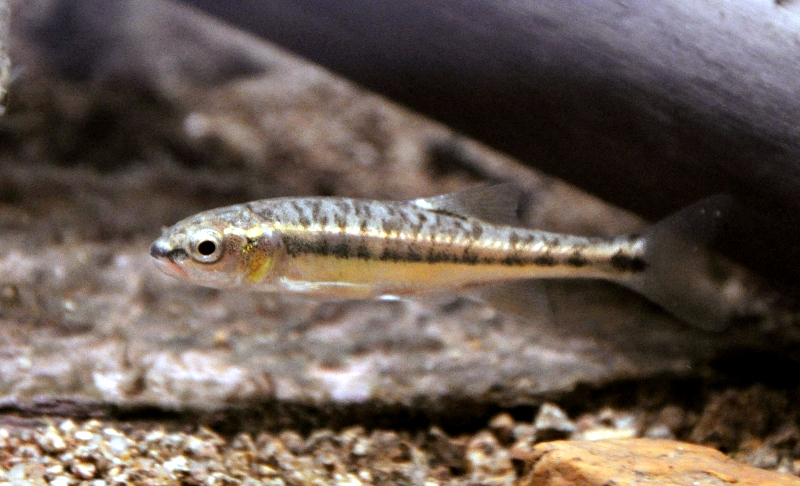
Barb roig (Phoxinus phoxinus)

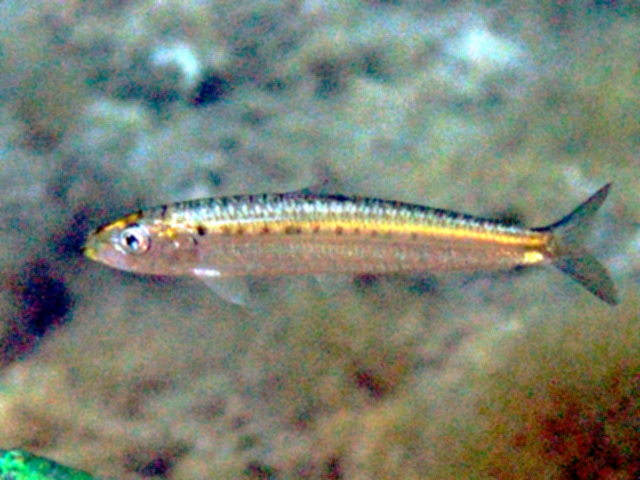
Sardina (Sardina pilchardus)

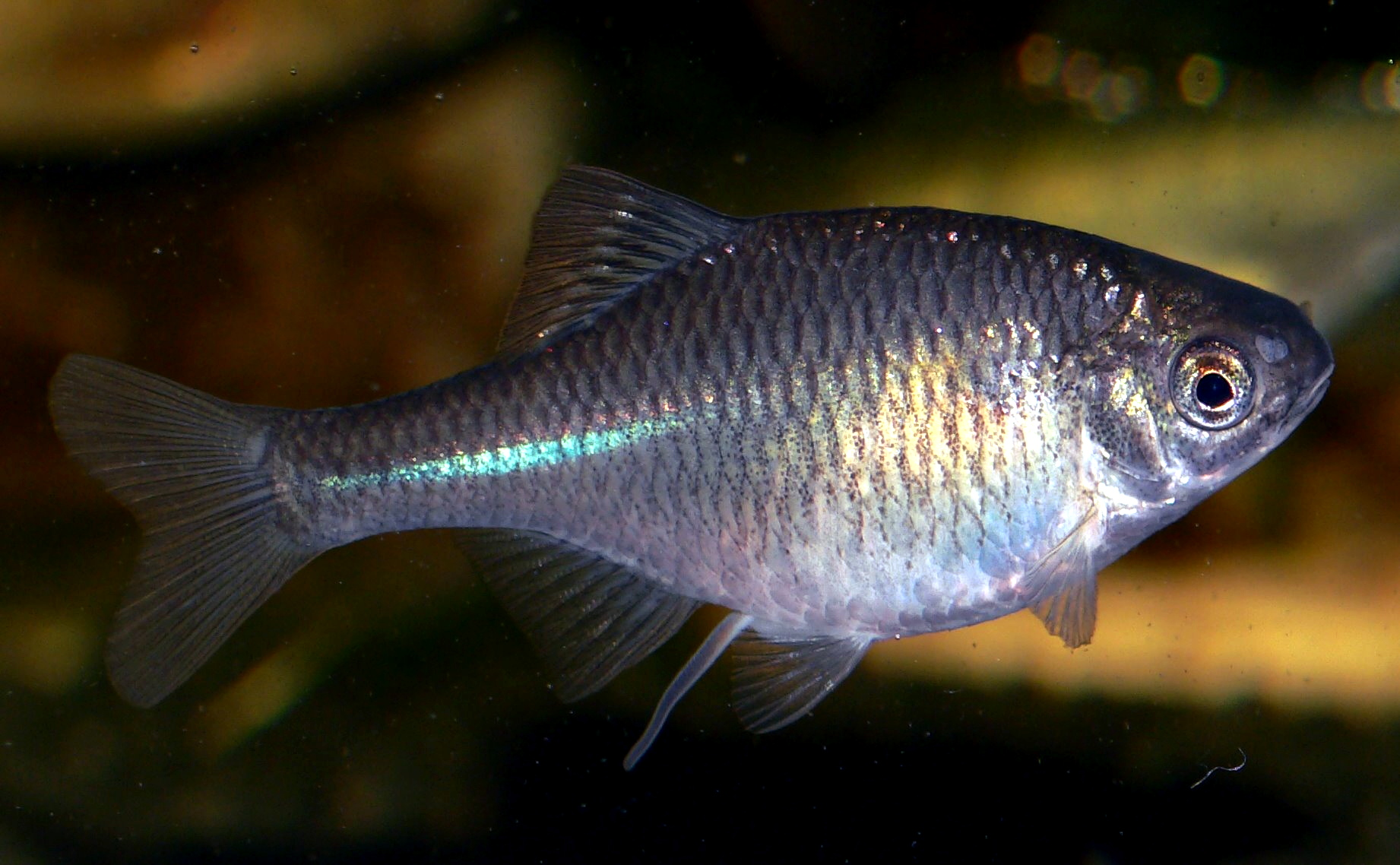
Ródeus (Rhodeus amarus)

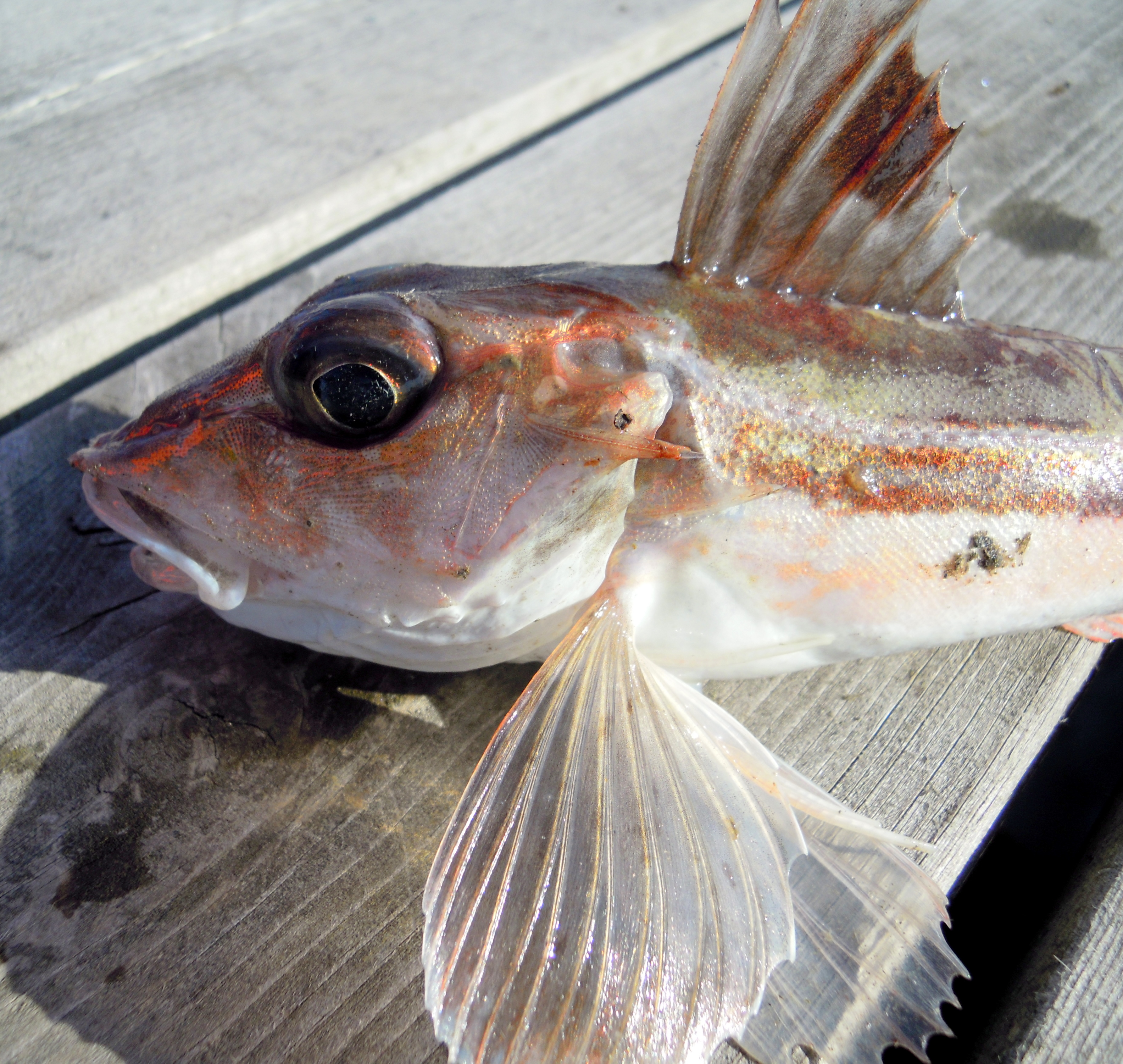
Lluerna verda (Eutrigla gurnardus)

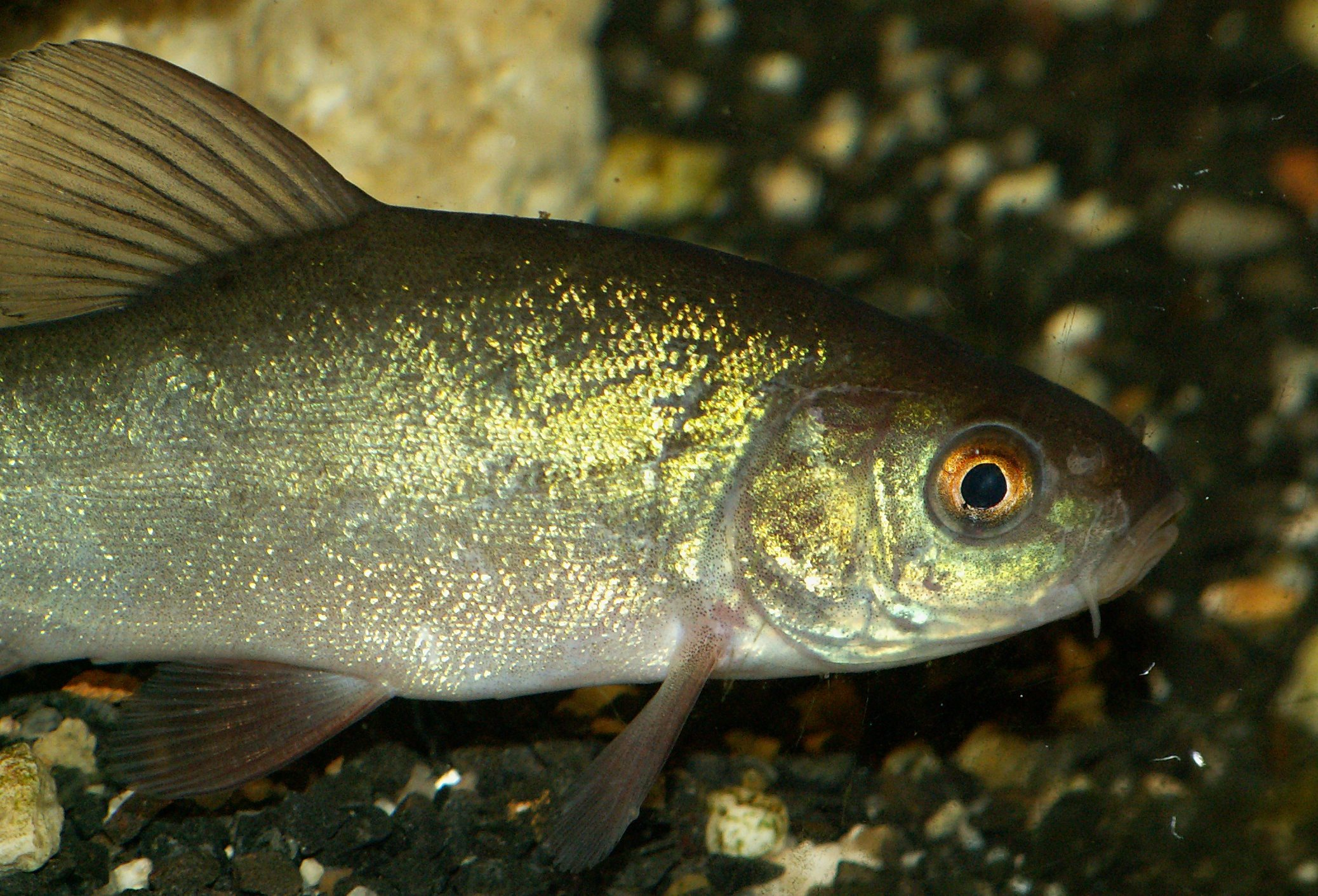
Tenca (Tinca tinca)

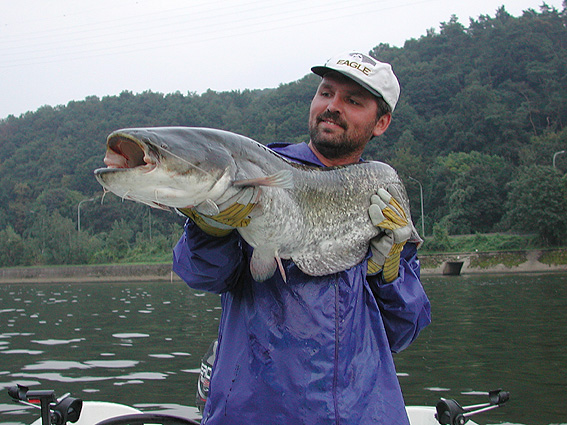
Silur (Silurus glanis)

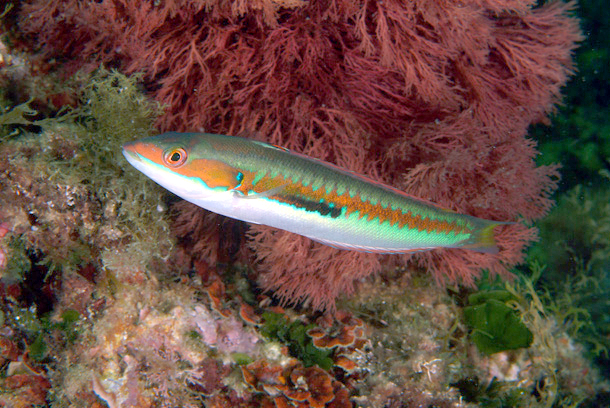
Guiula (Coris julis)

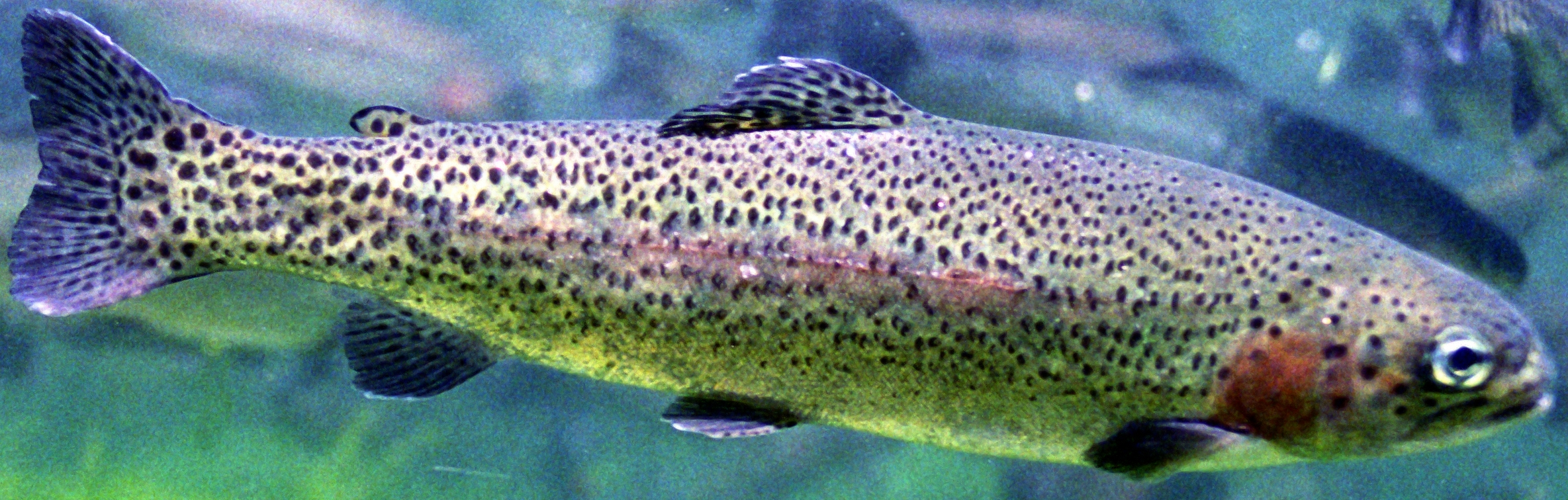
Truita arc de Sant Martí (Oncorhynchus mykiss)

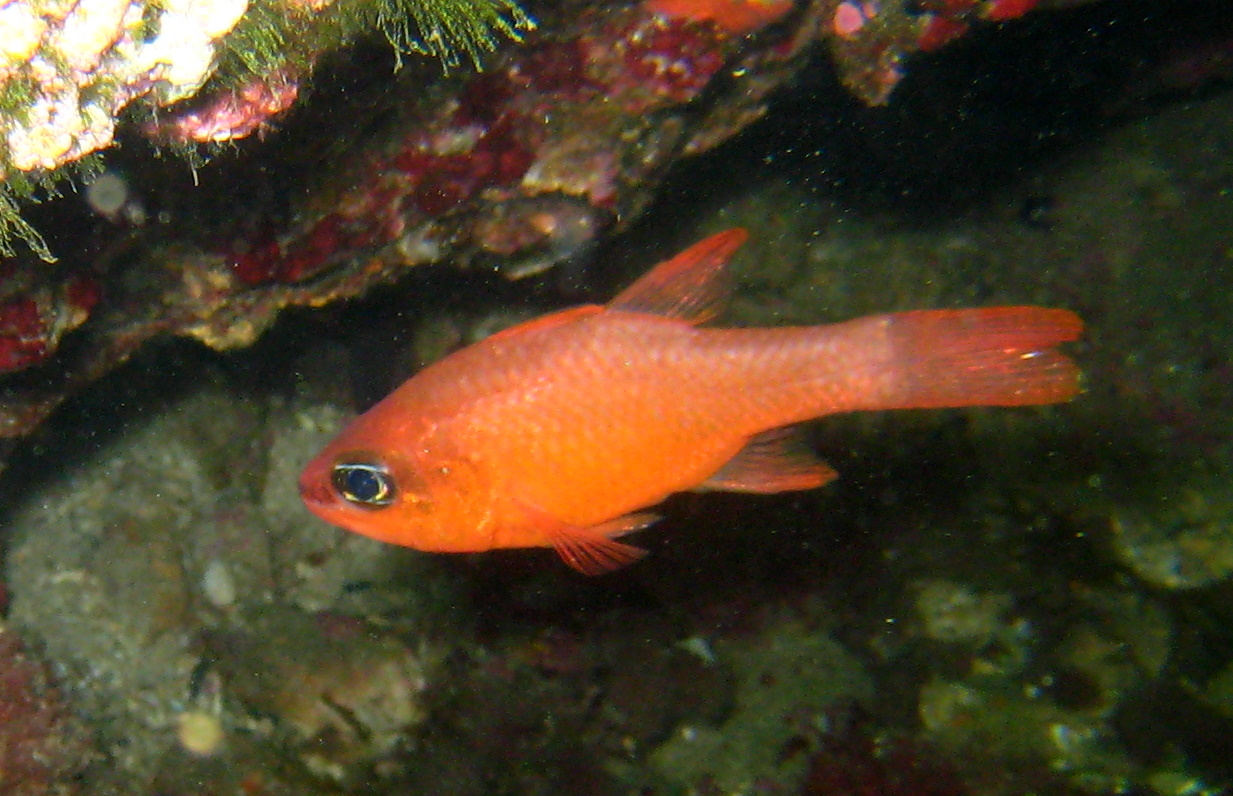
Moll reial (Apogon imberbis)

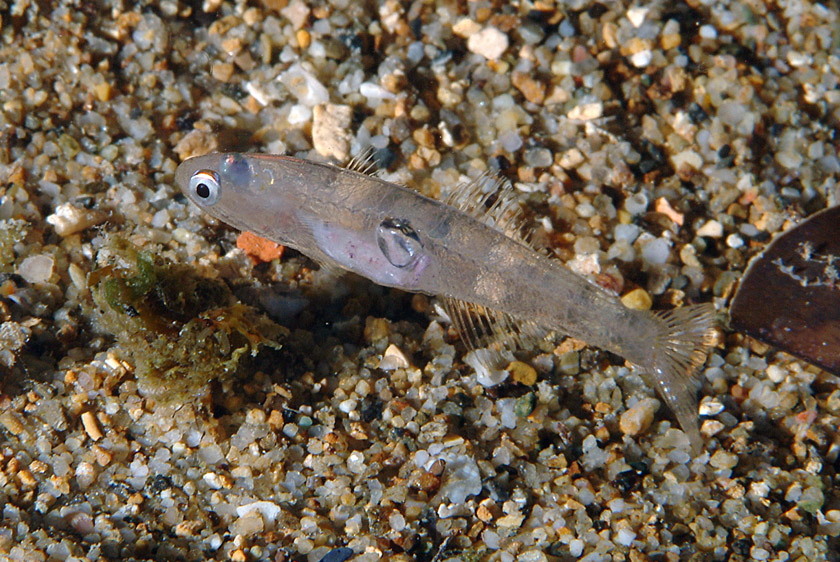
Llengüeta rossa (Aphia minuta)

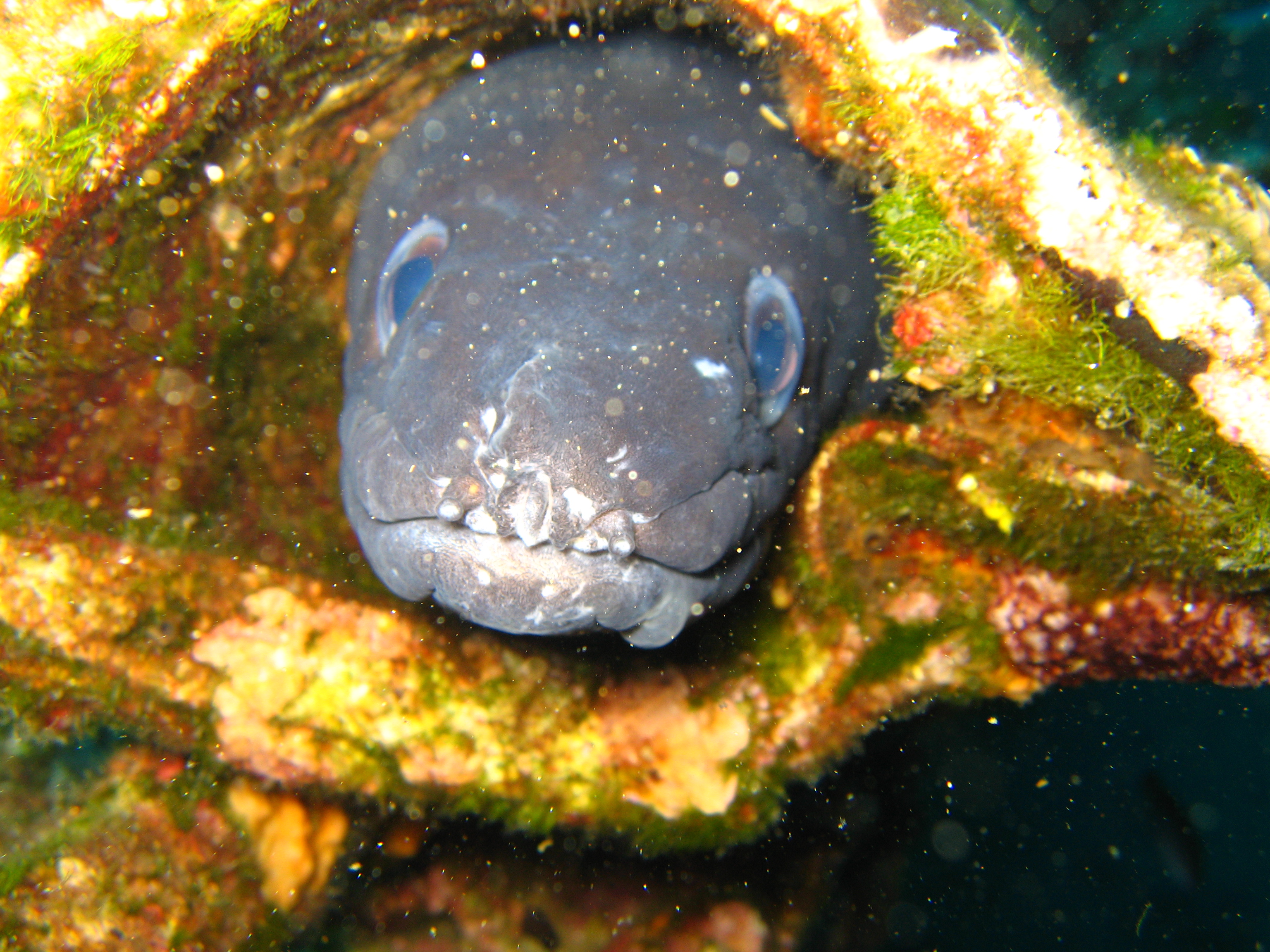
Congre (Conger conger)

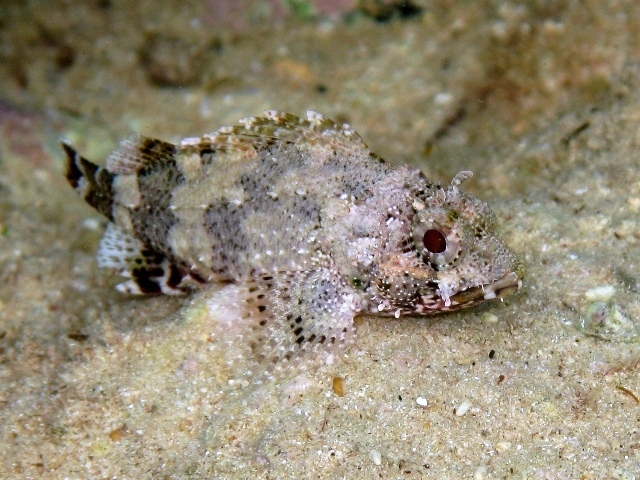
Escórpora de penyal (Scorpaena maderensis)

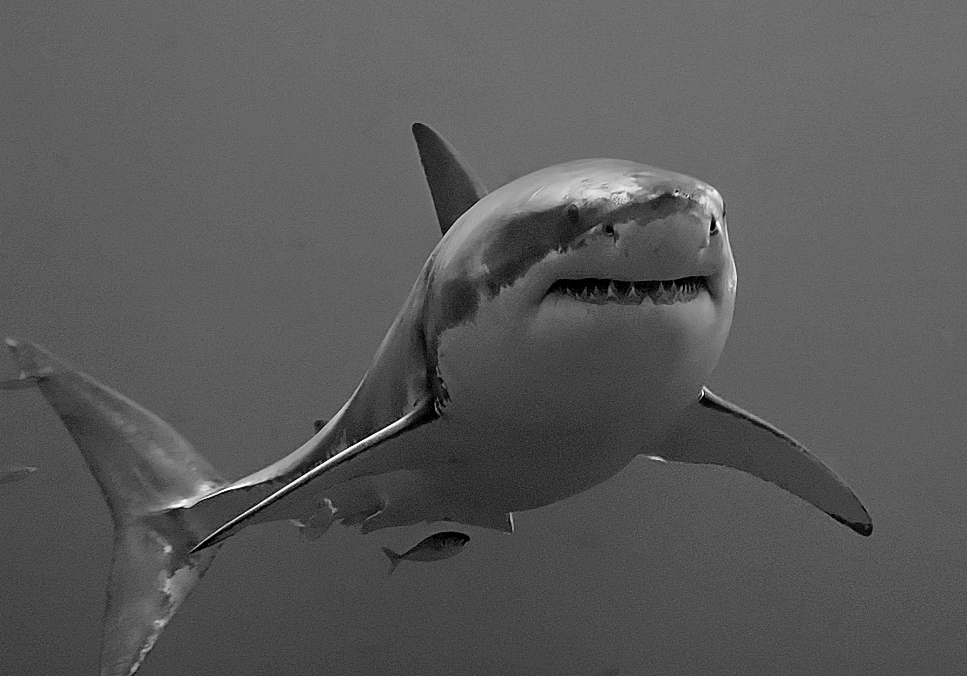
Tauró blanc (Carcharodon carcharias)

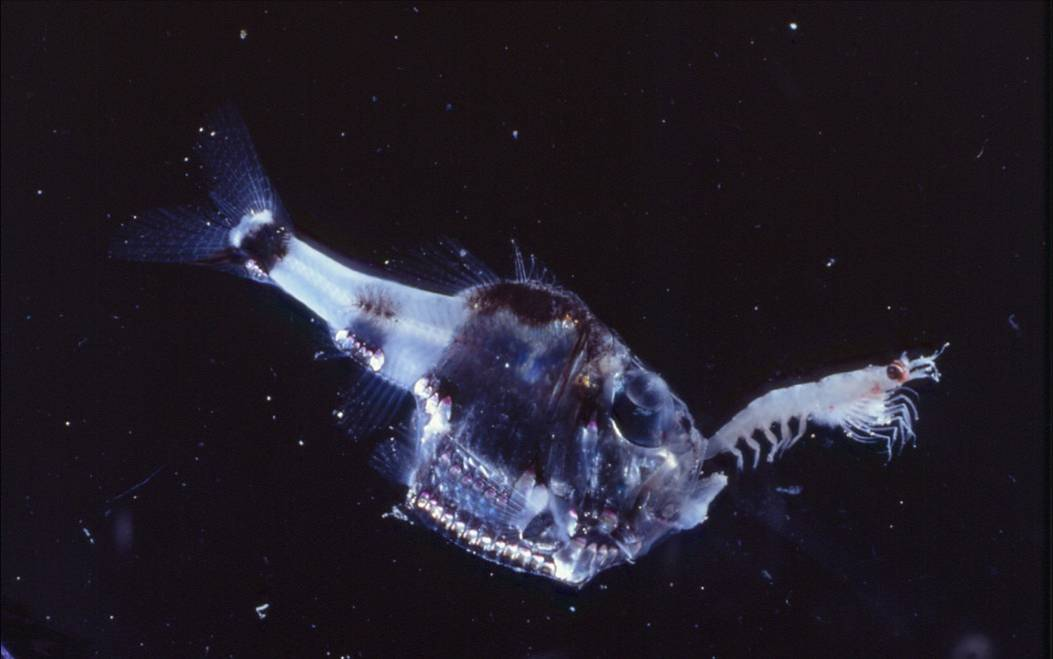
Argyropelecus hemigymnus

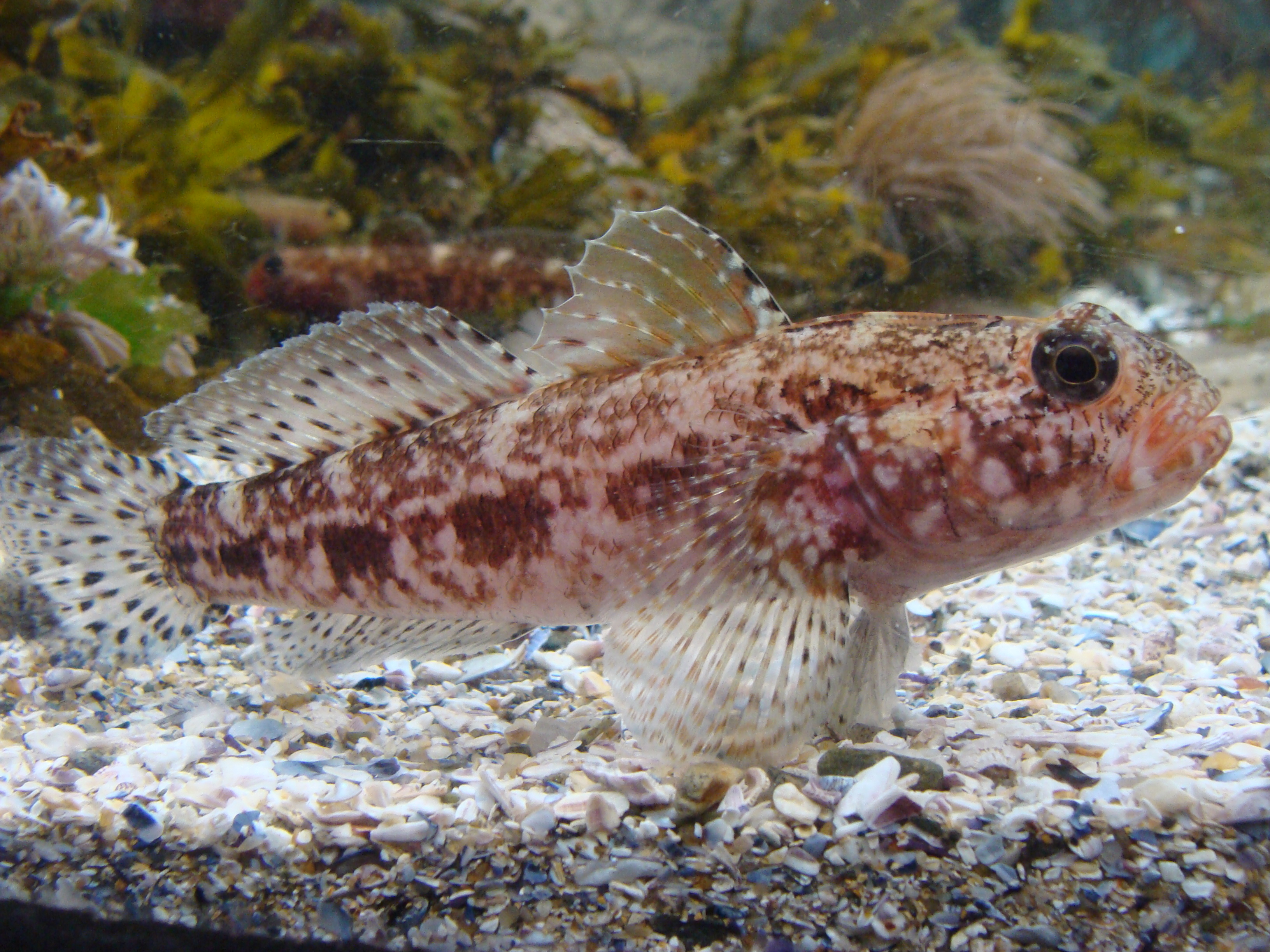
Cabot anglès (Gobius cruentatus)

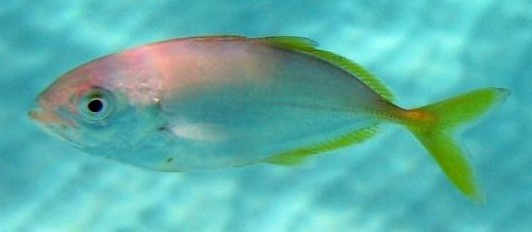
Alepes djedaba

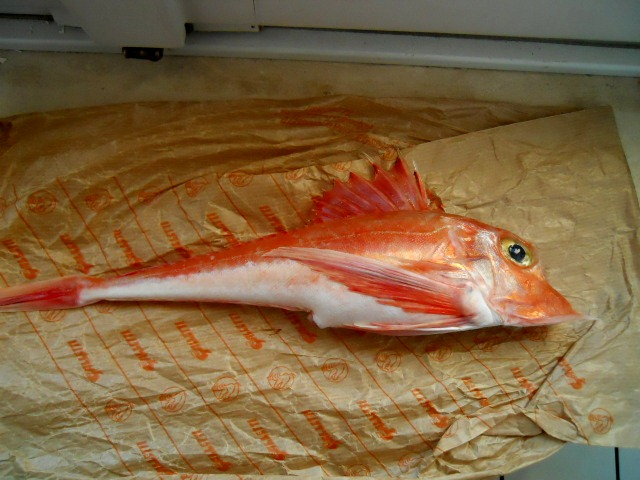
Rafel (Trigla lyra)

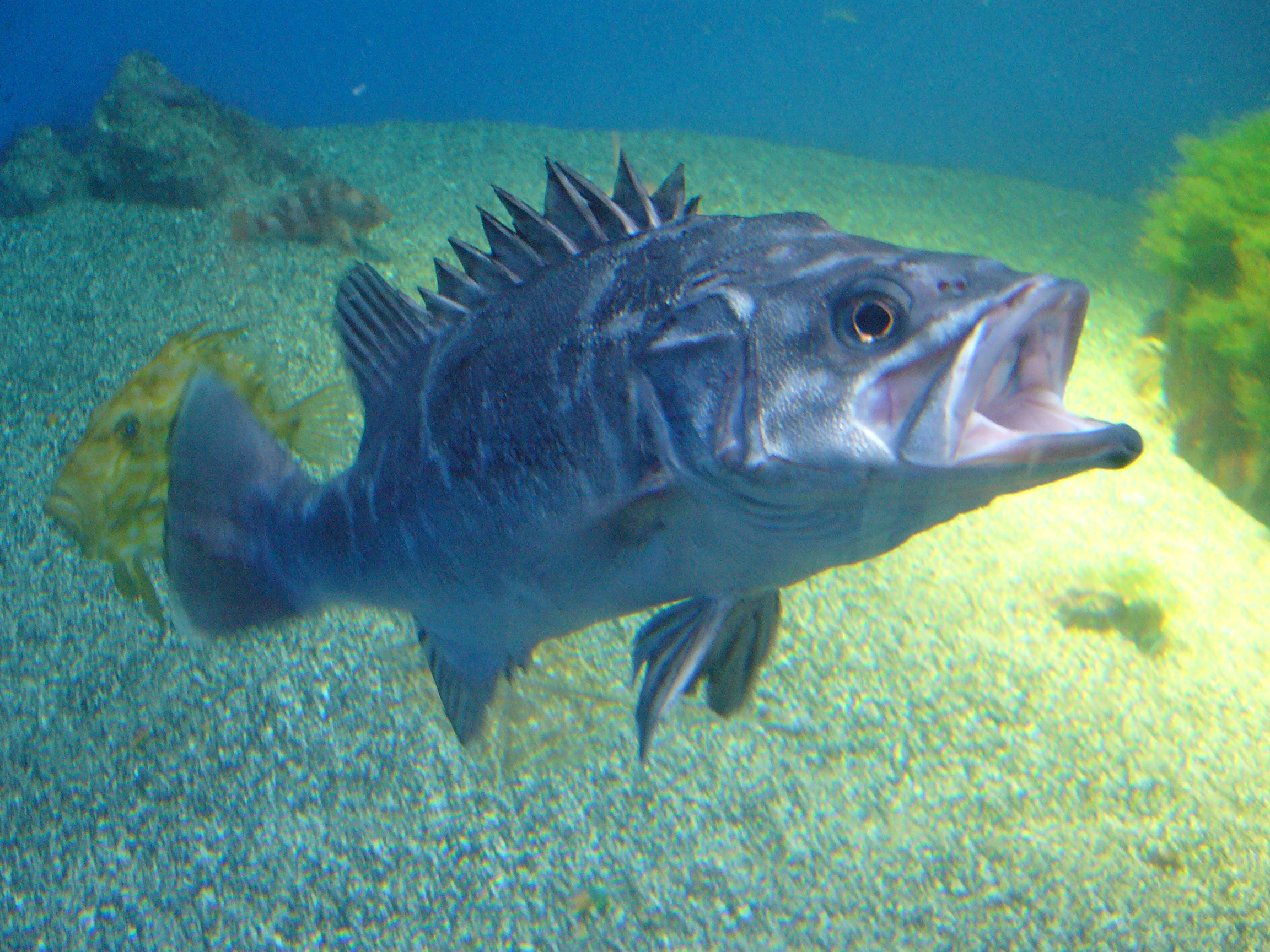
Dot (Polyprion americanus)

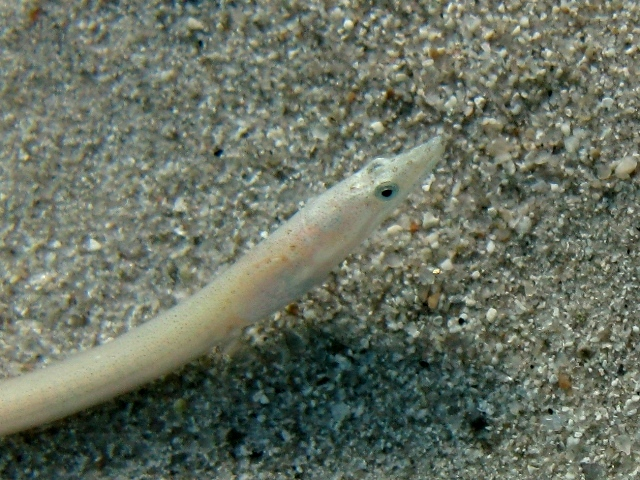
Ophisurus serpens

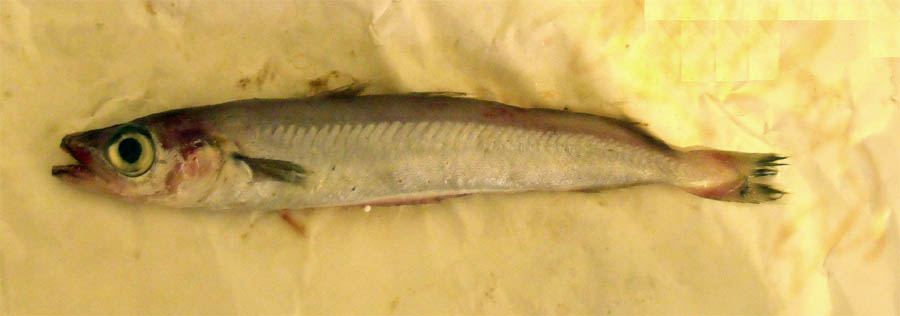
Llúcera (Micromesistius poutassou)

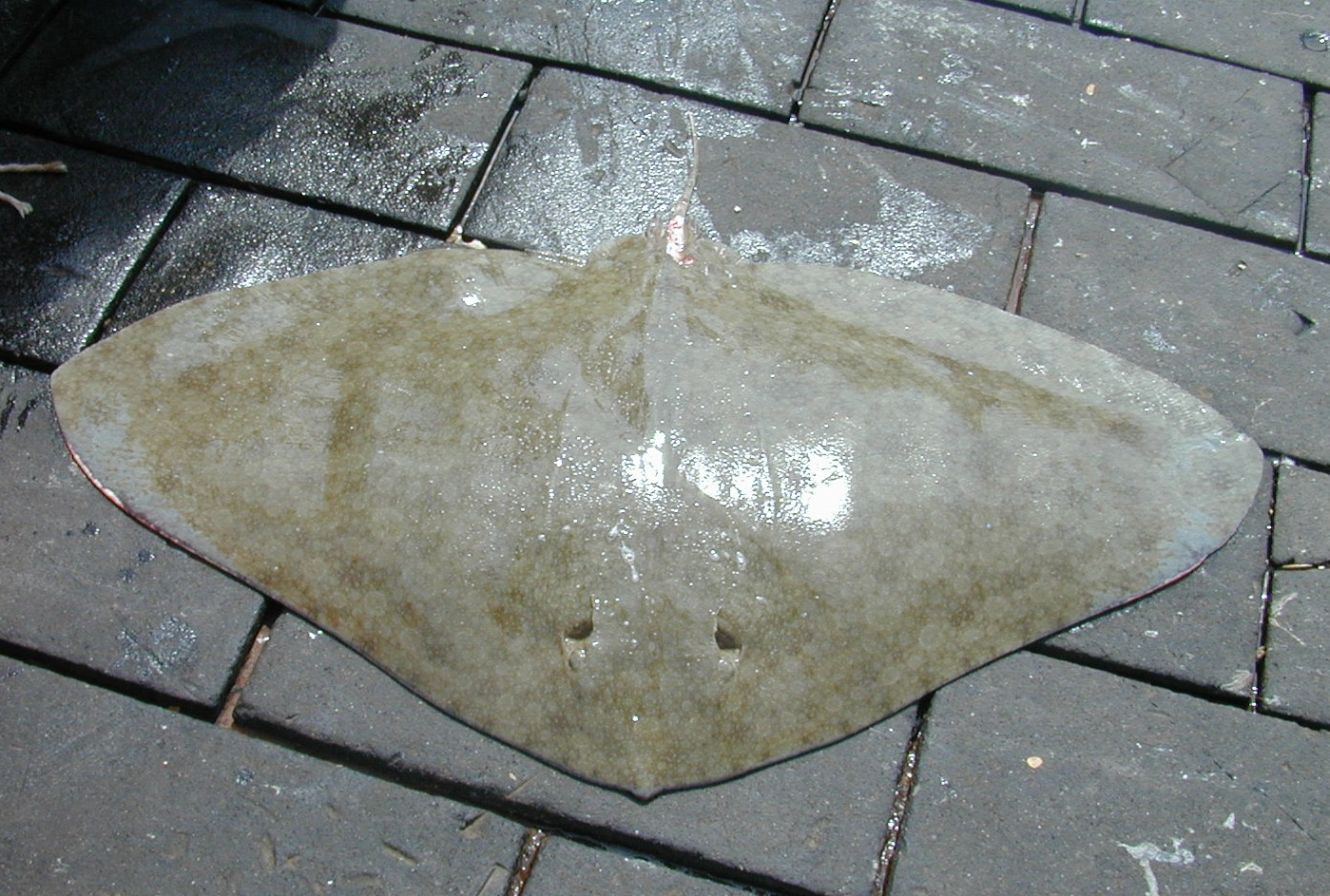
Mantellina (Gymnura altavela)

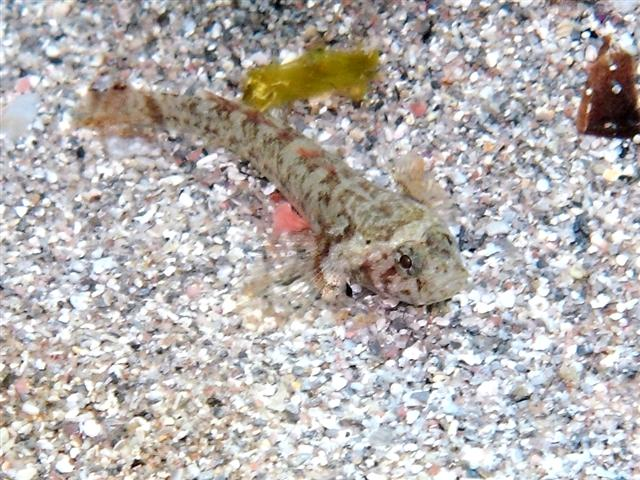
Zebrus zebrus

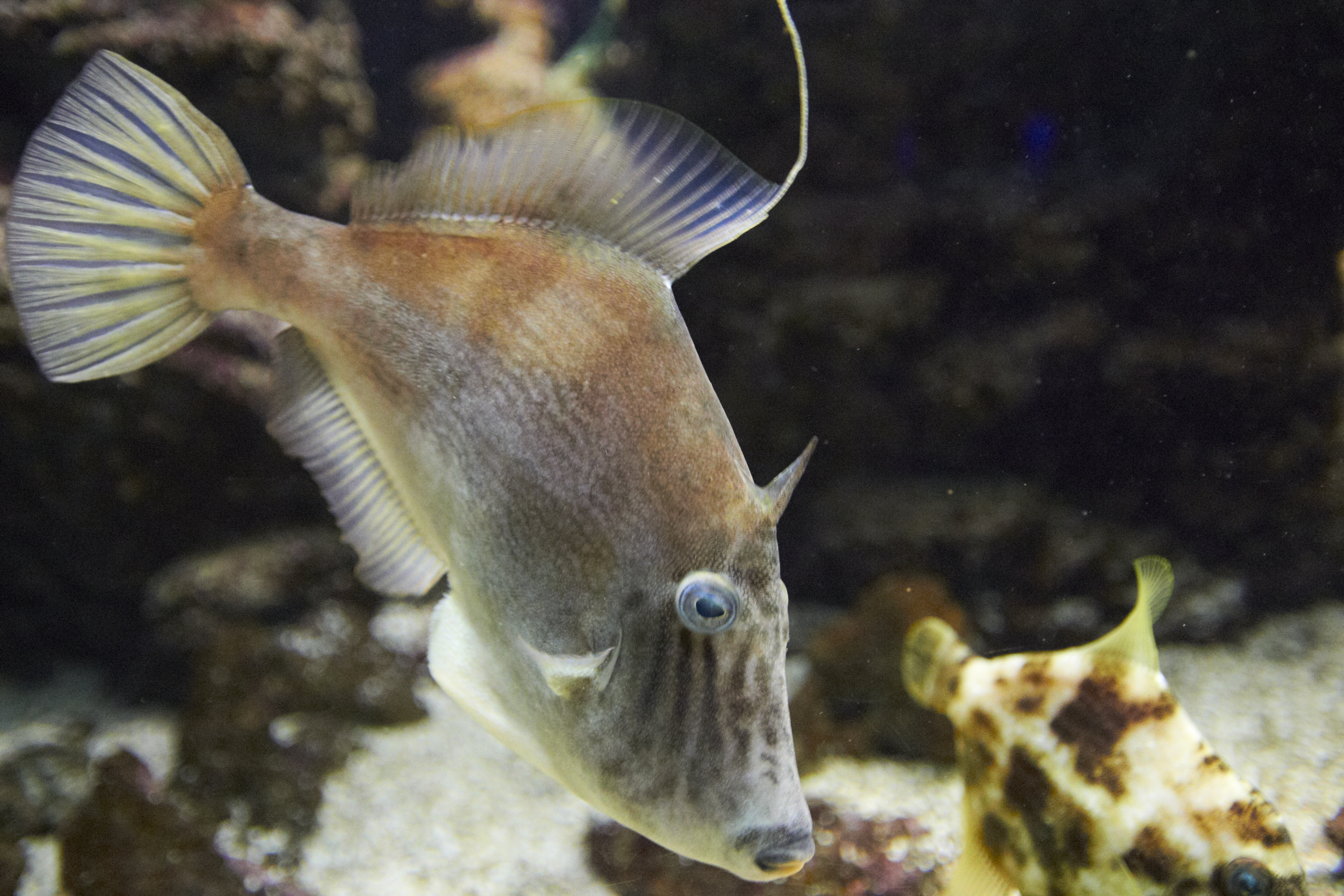
Stephanolepis diaspros

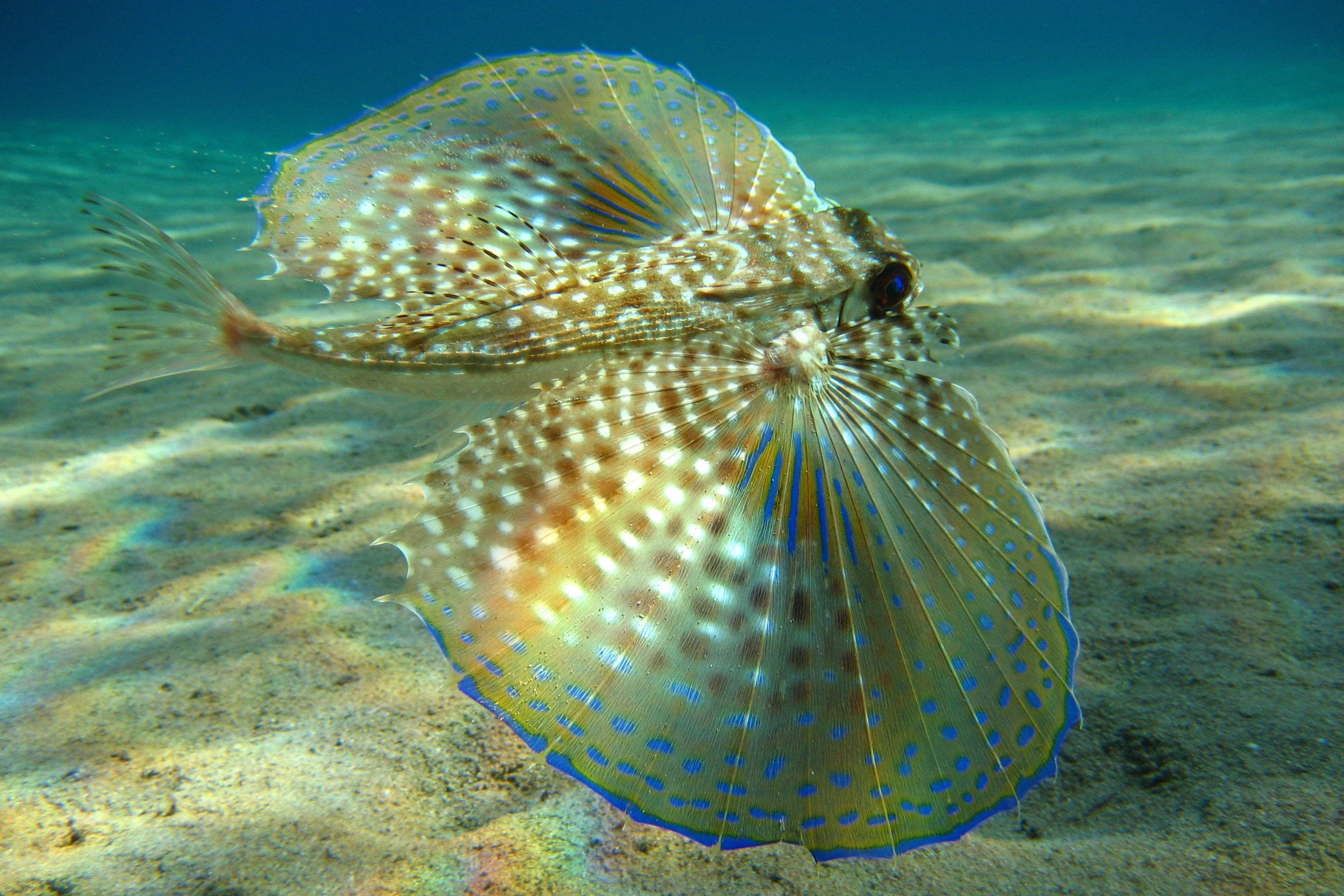
Verat volador (Dactylopterus volitans)

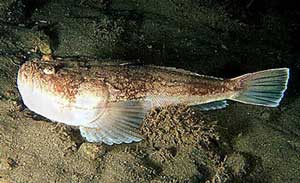
Rata (Uranoscopus scaber)

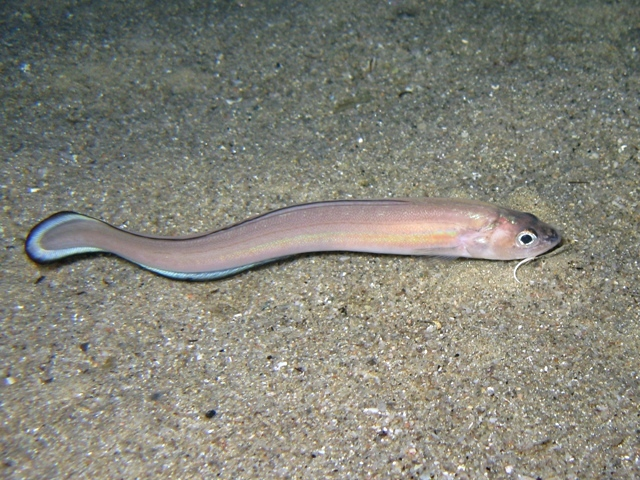
Pixota blanca (Ophidion barbatum)

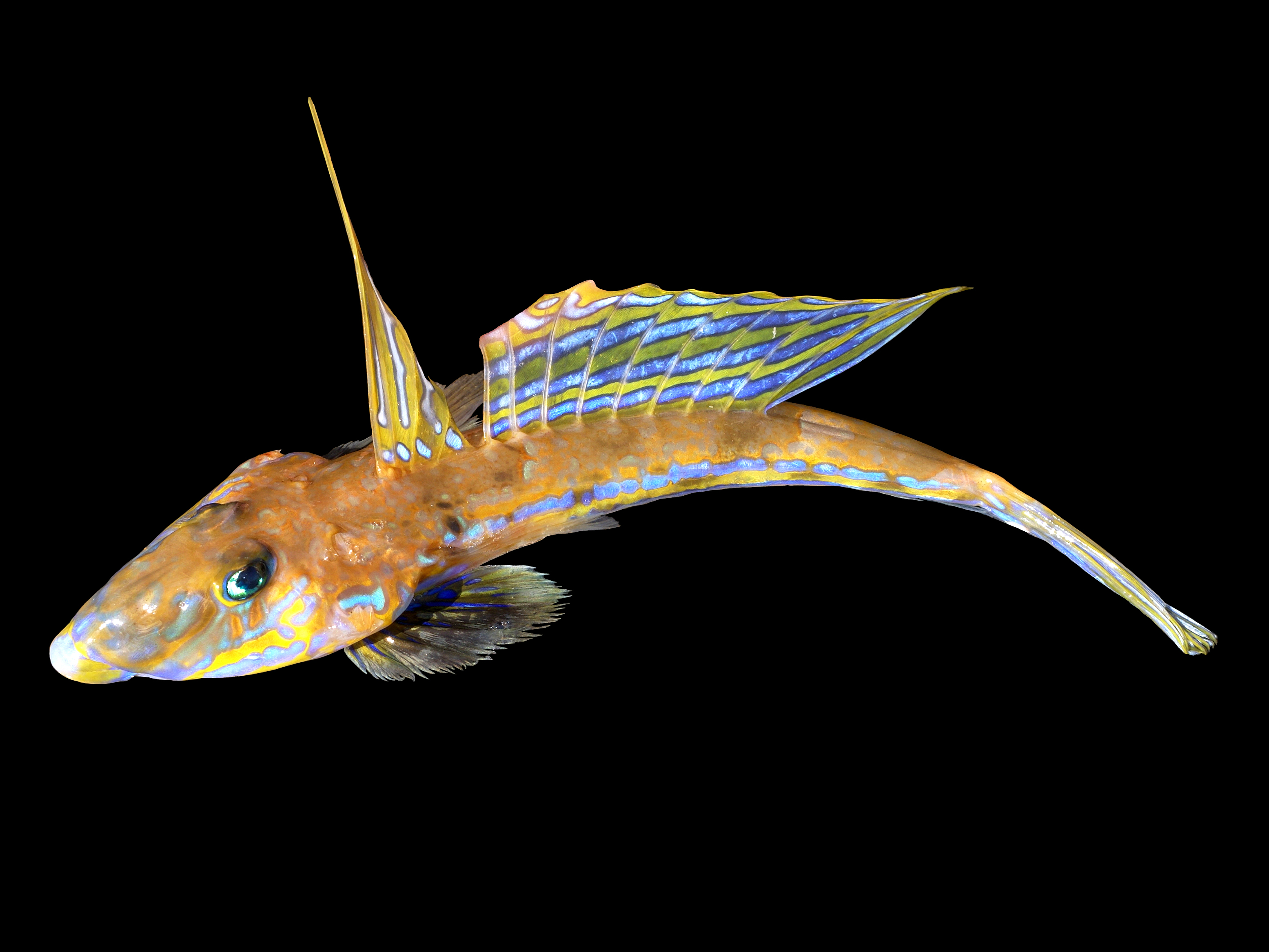
Dragó lira (Callionymus lyra)

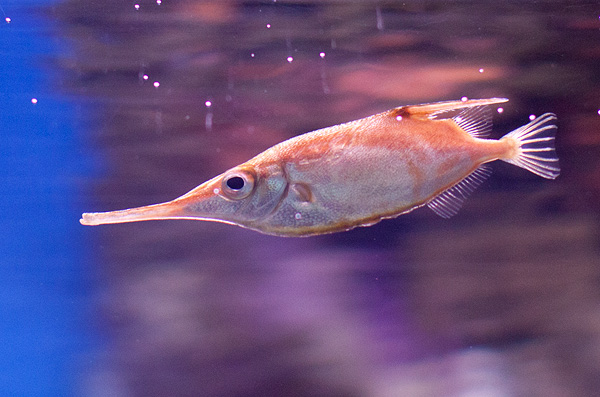
Trompeter (Macroramphosus scolopax)

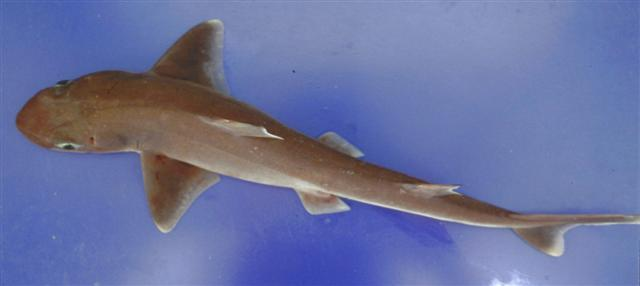
Agullat xato (Squalus blainville)

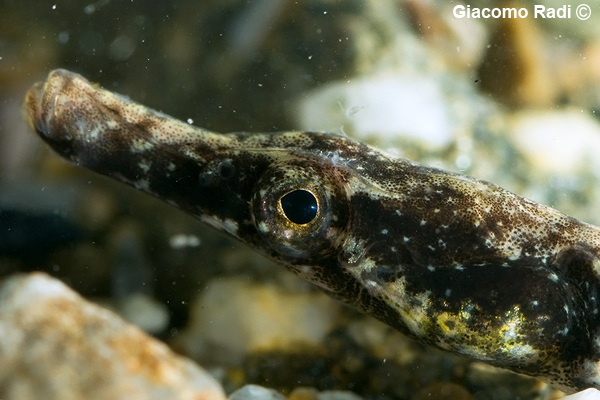
Agulleta de riu (Syngnathus abaster)

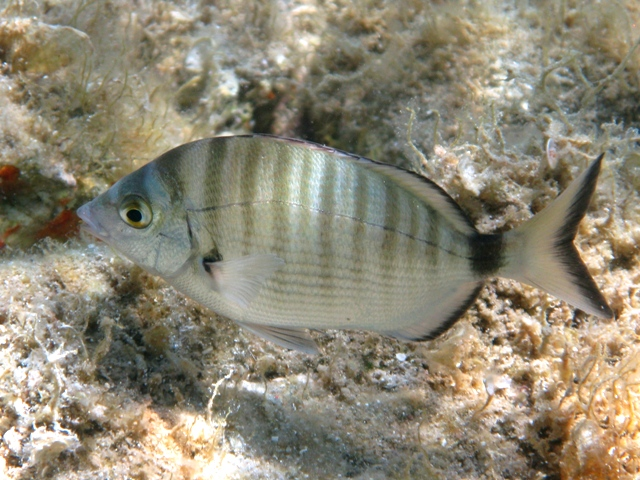
Morruda (Diplodus puntazzo)

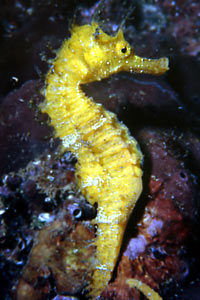
Cavall de mar (Hippocampus guttulatus)

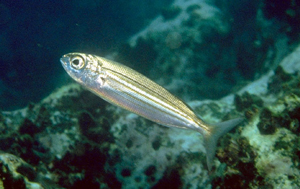
Boga (Boops boops)

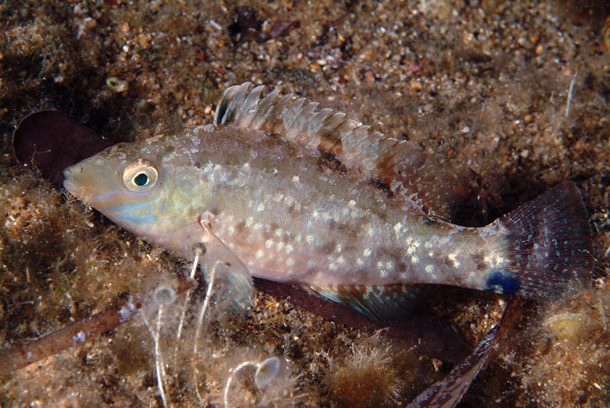
Tamborer (Symphodus cinereus)

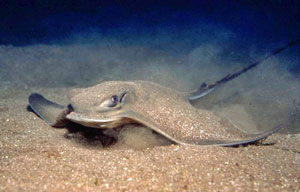
Milana (Myliobatis aquila)

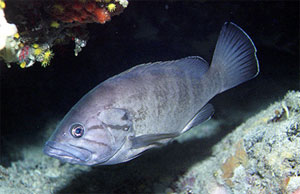
Mero déntol (Epinephelus caninus)

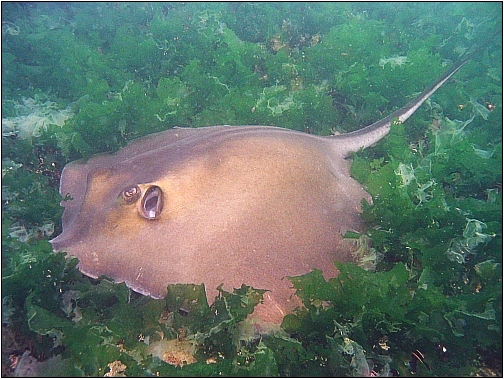
Escurçana (Dasyatis pastinaca)

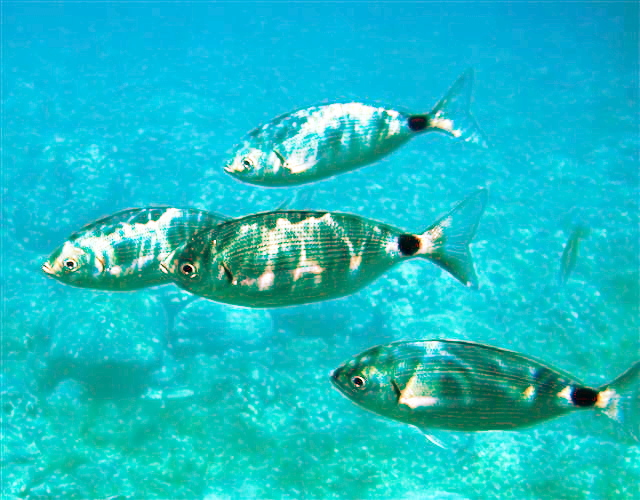
Oblada (Oblada melanura)

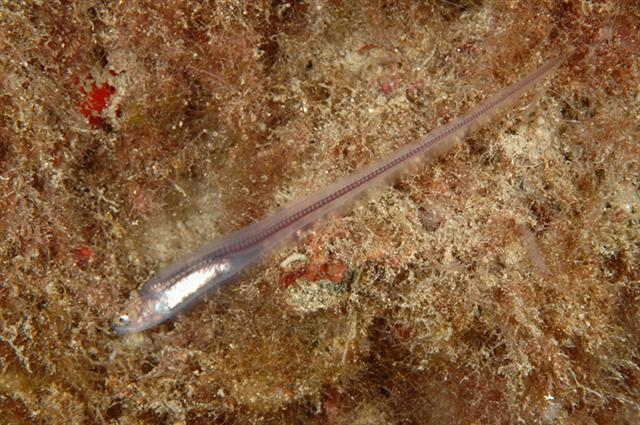
Pixota de llanguet (Carapus acus)

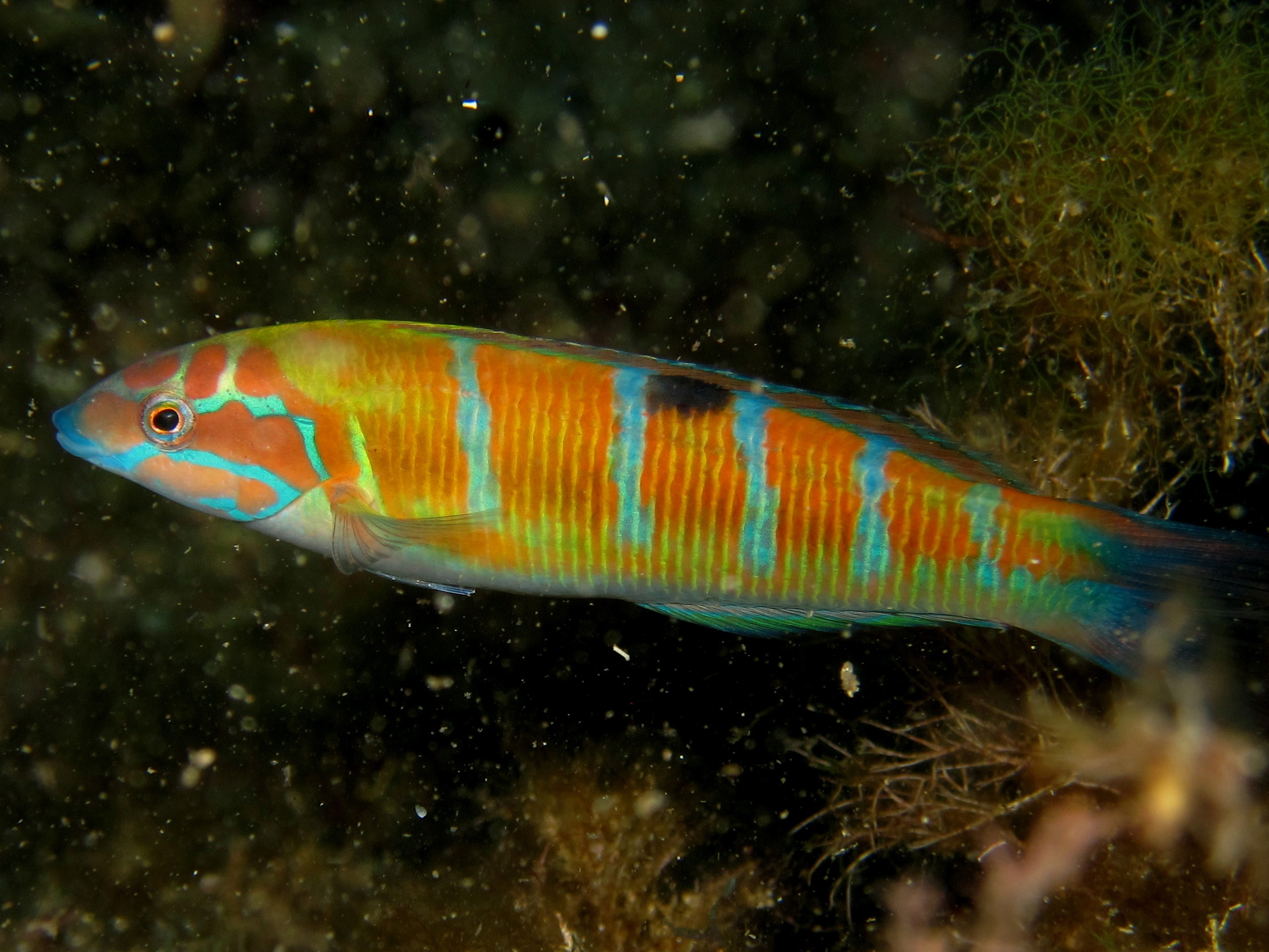
Fadrí (Thalassoma pavo)

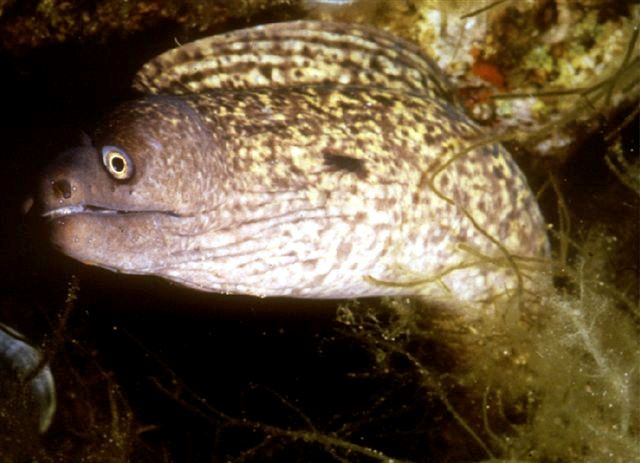
Morena (Muraena helena)

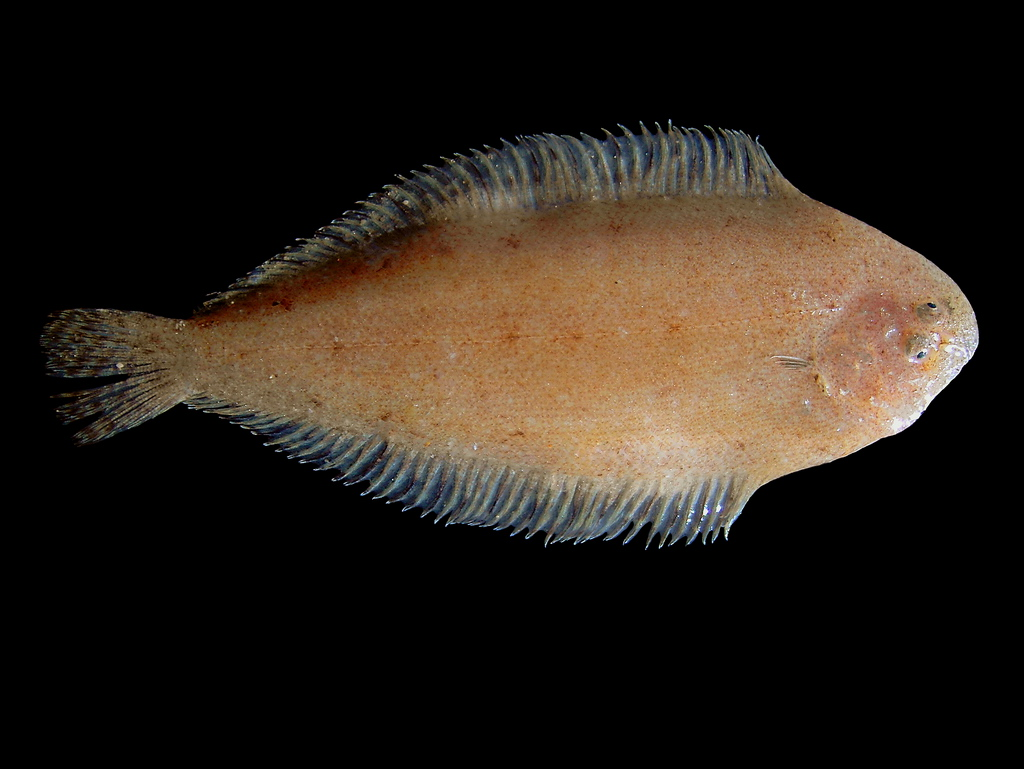
Palaí xic (Buglossidium luteum)

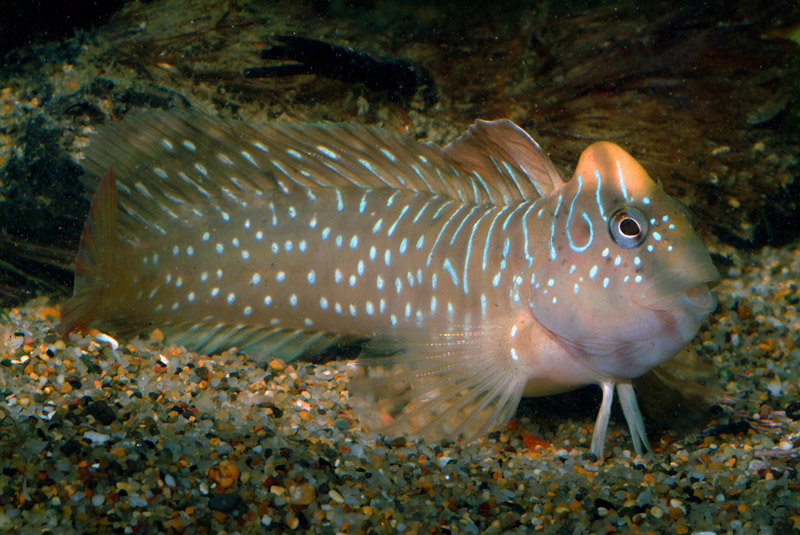
Bavosa de bassa (Salaria pavo)

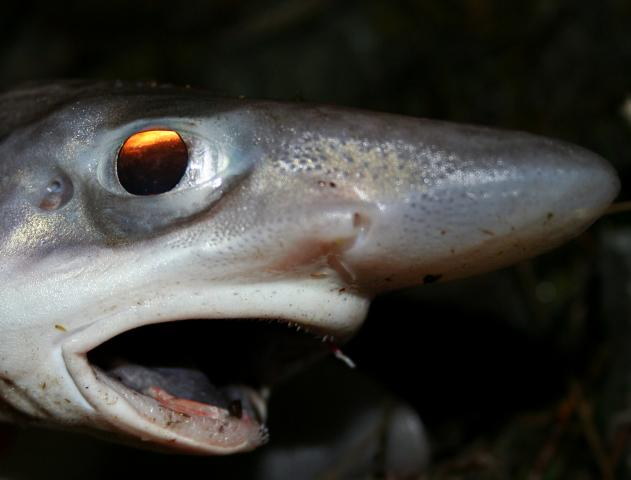
Moixina (Galeus melastomus)

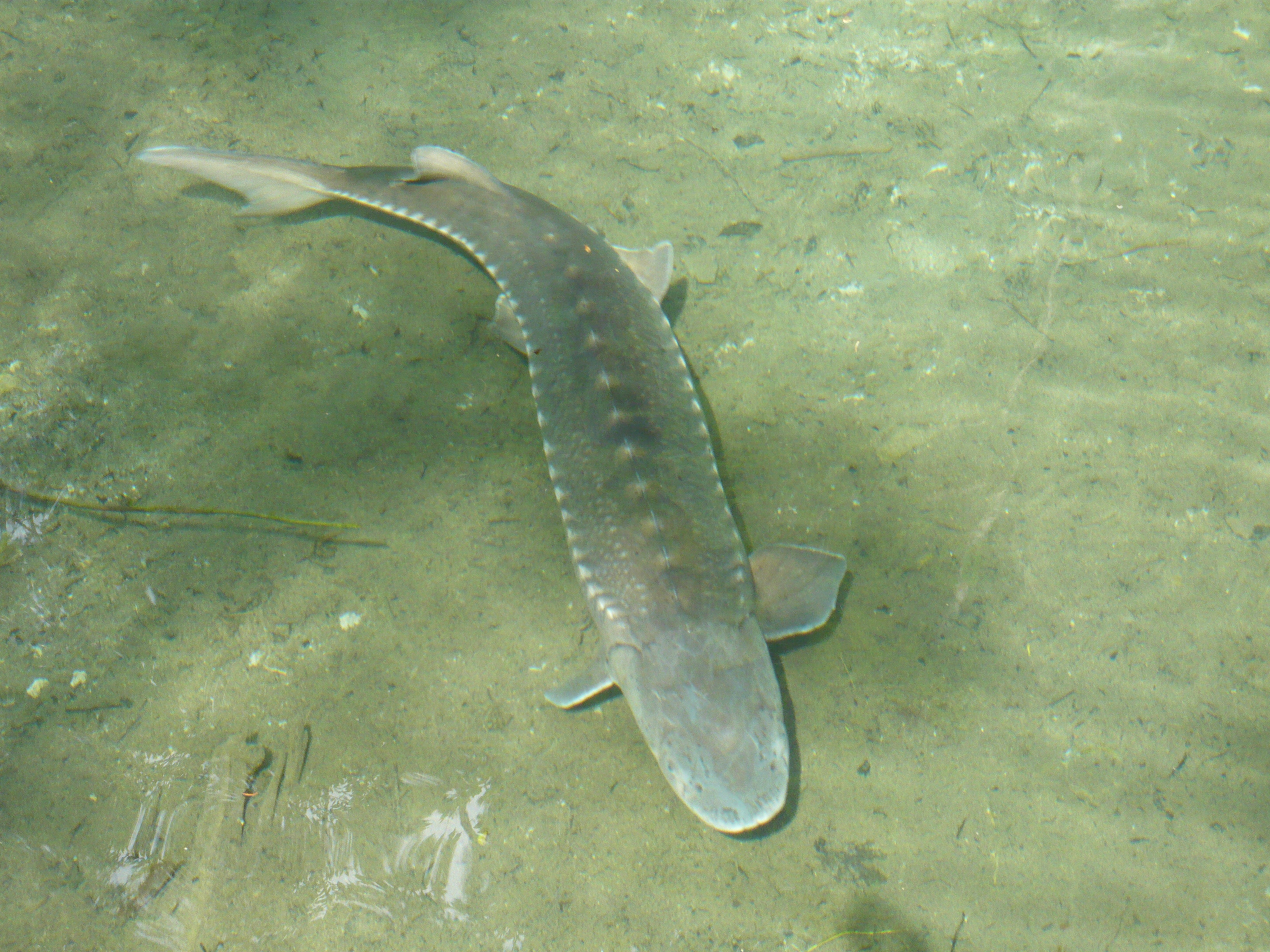
Esturió comú (Acipenser sturio)

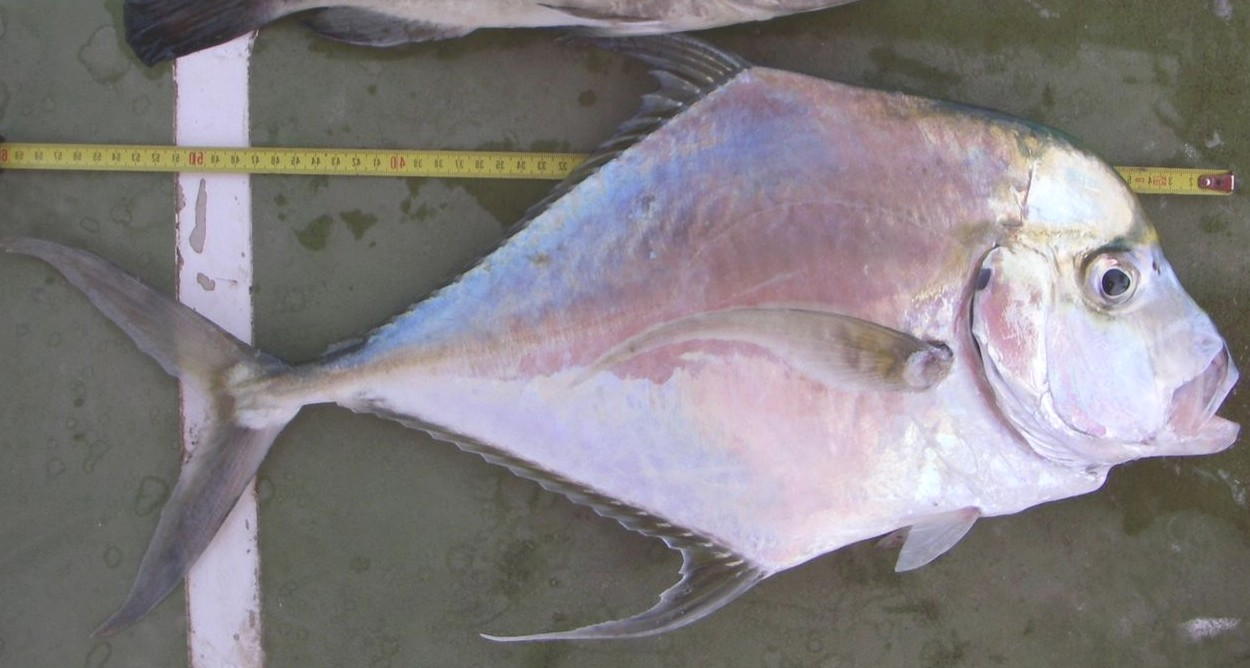
Alectis alexandrina

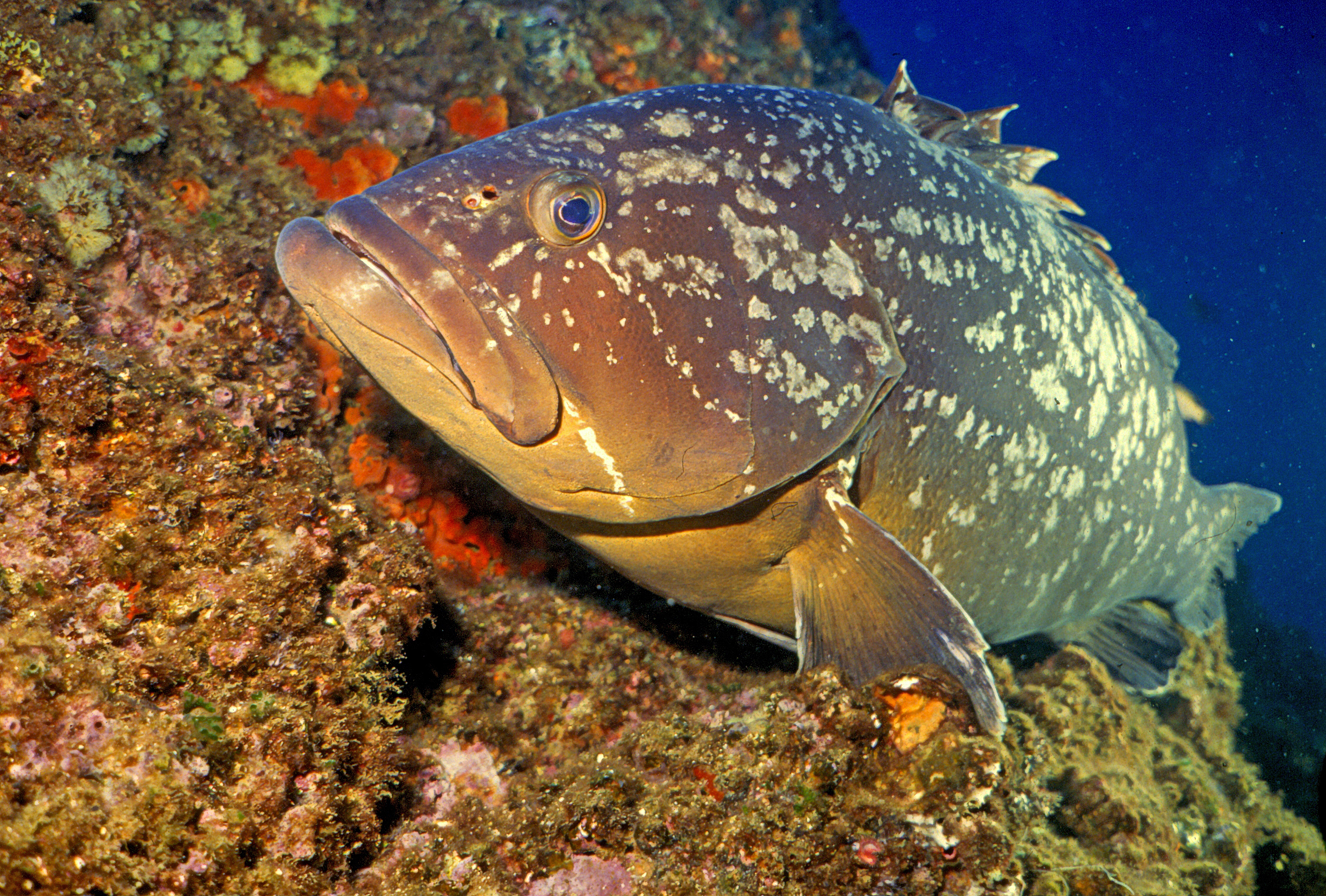
Anfós (Epinephelus marginatus)

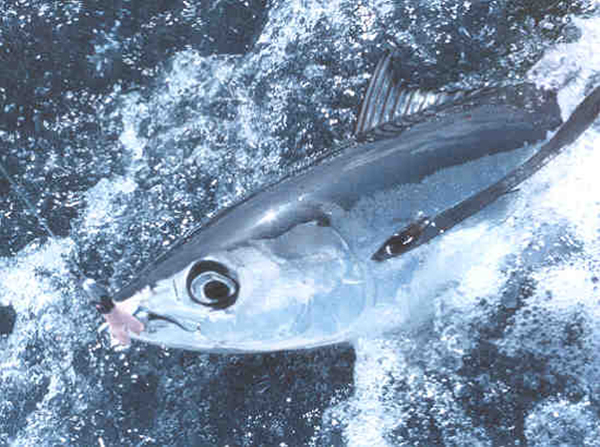
Bacora (Thunnus alalunga)

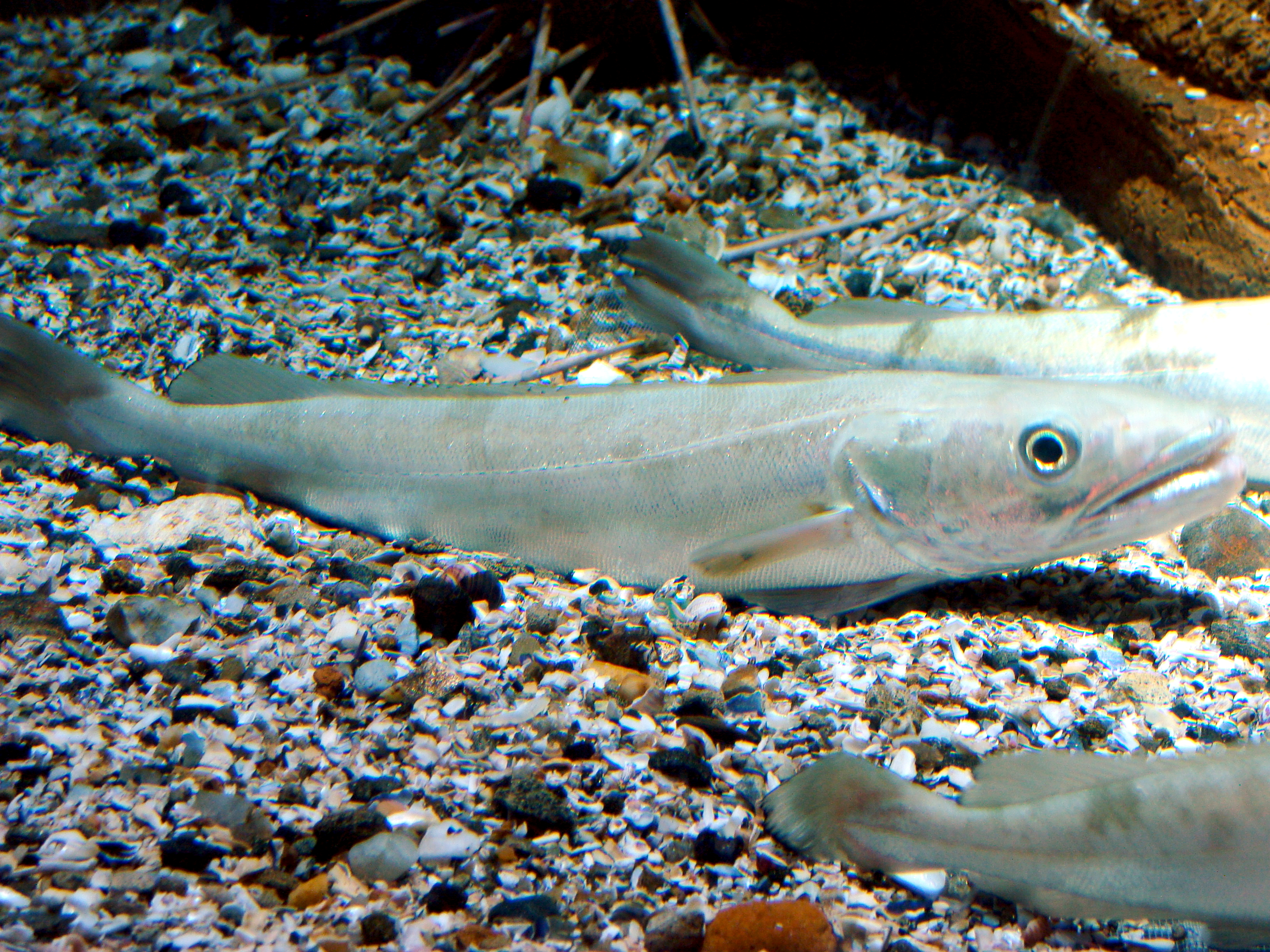
Lluç europeu (Merluccius merluccius)

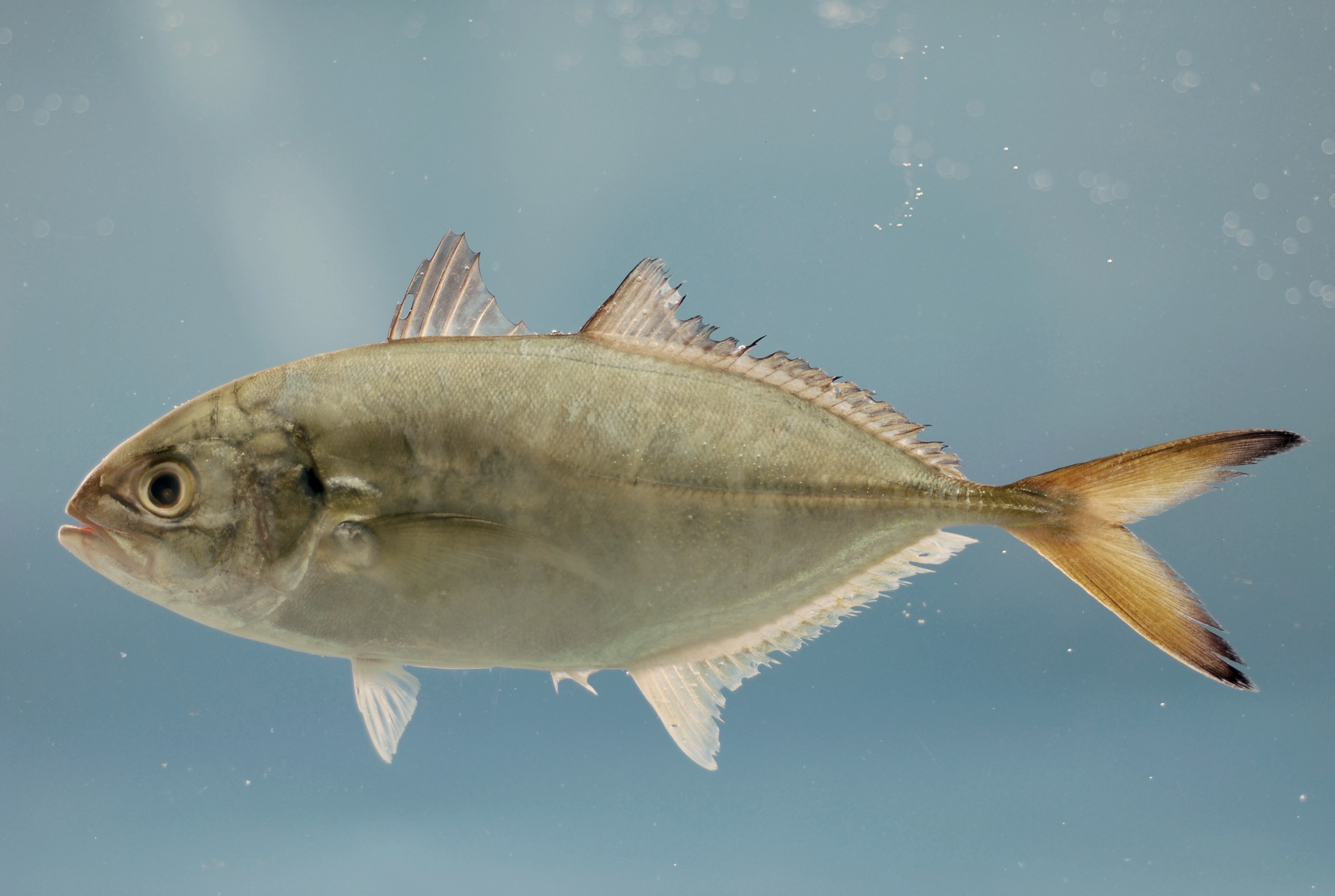
Sorella del sud (Caranx crysos)

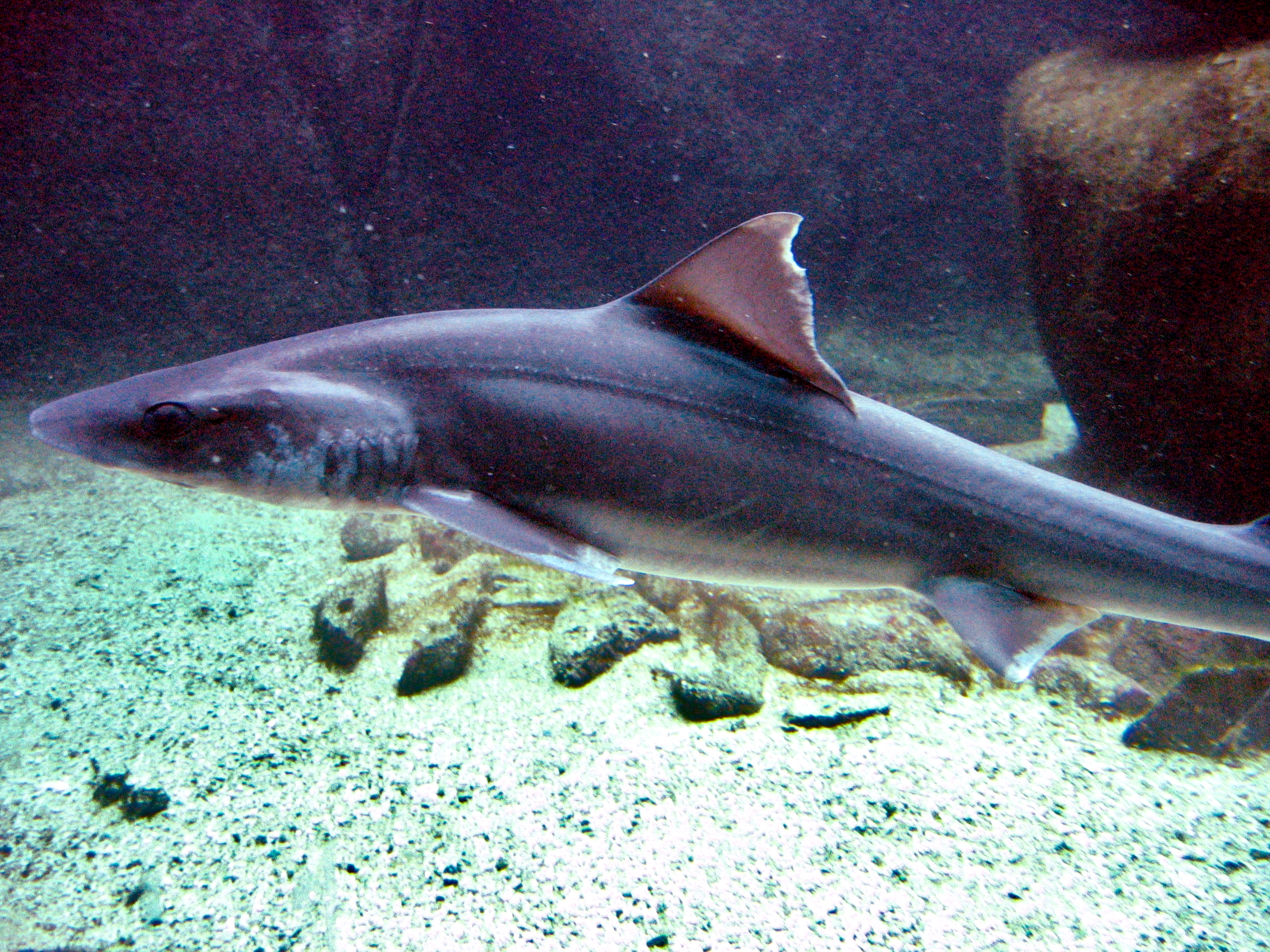
Mussola gravatja (Mustelus asterias)

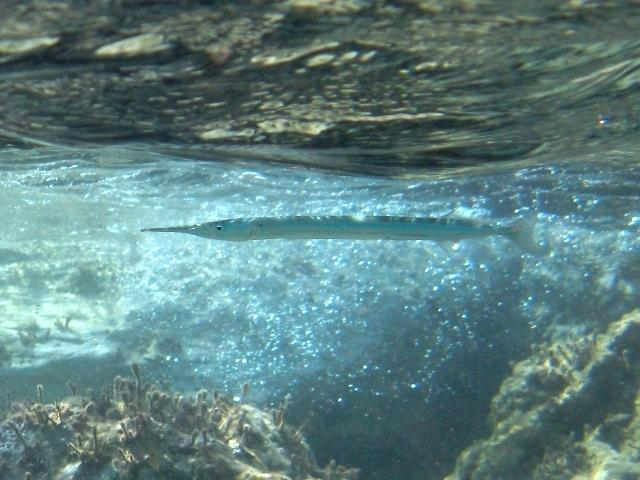
Belone belone

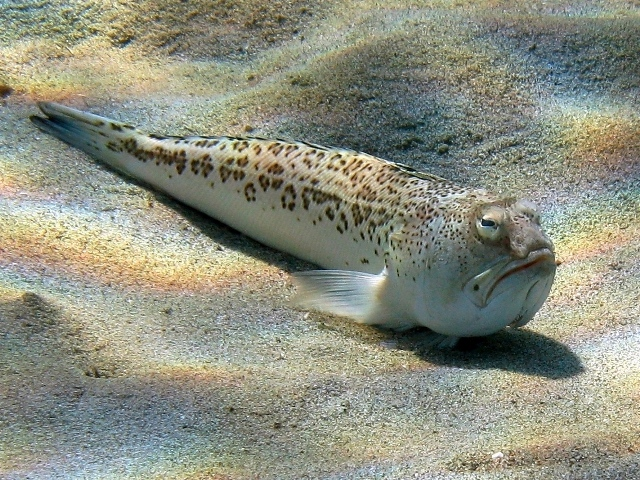
Aranya de cap negre (Trachinus radiatus)

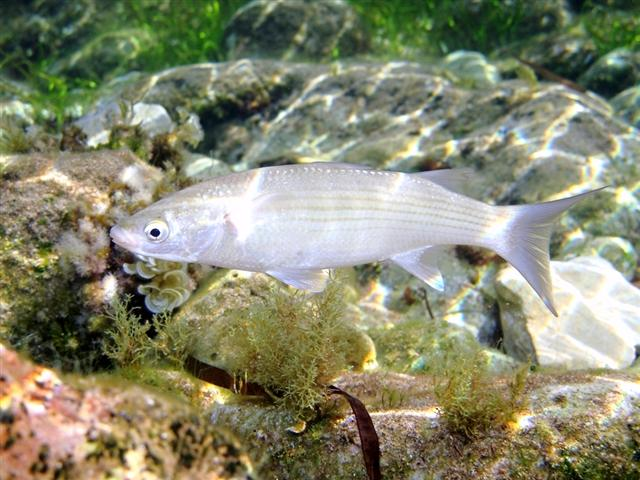
Llissa vera (Chelon labrosus)

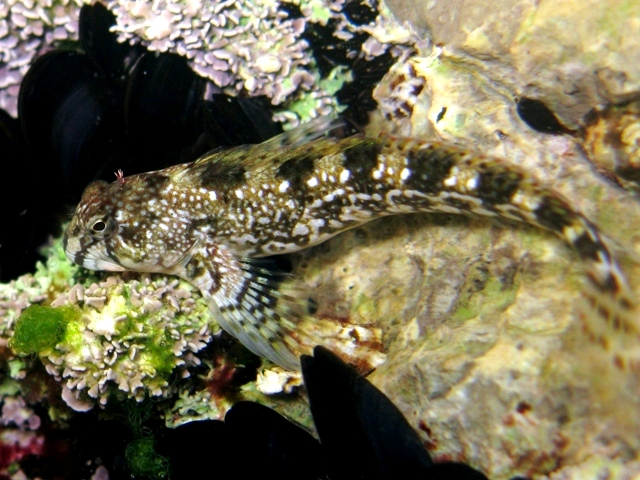
Coryphoblennius galerita

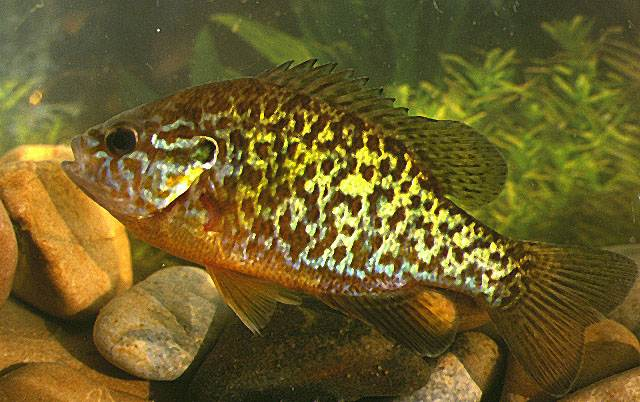
Peix sol (Lepomis gibbosus)

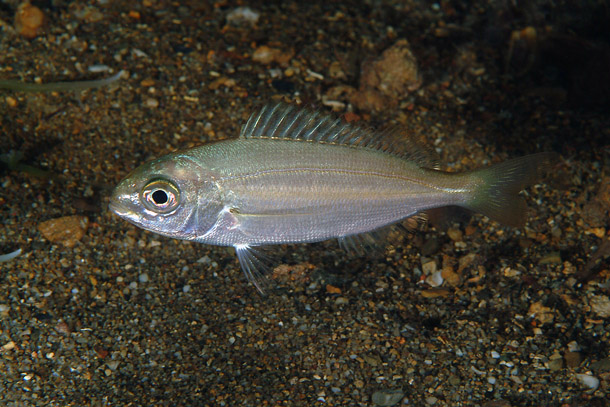
Besuc blanc (Pagellus acarne)

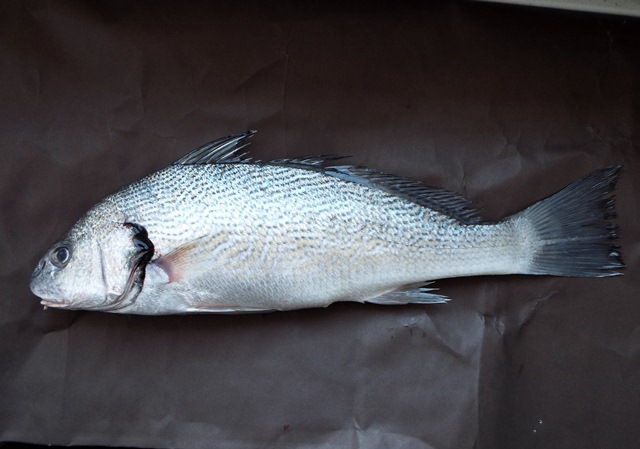
Umbrina cirrosa

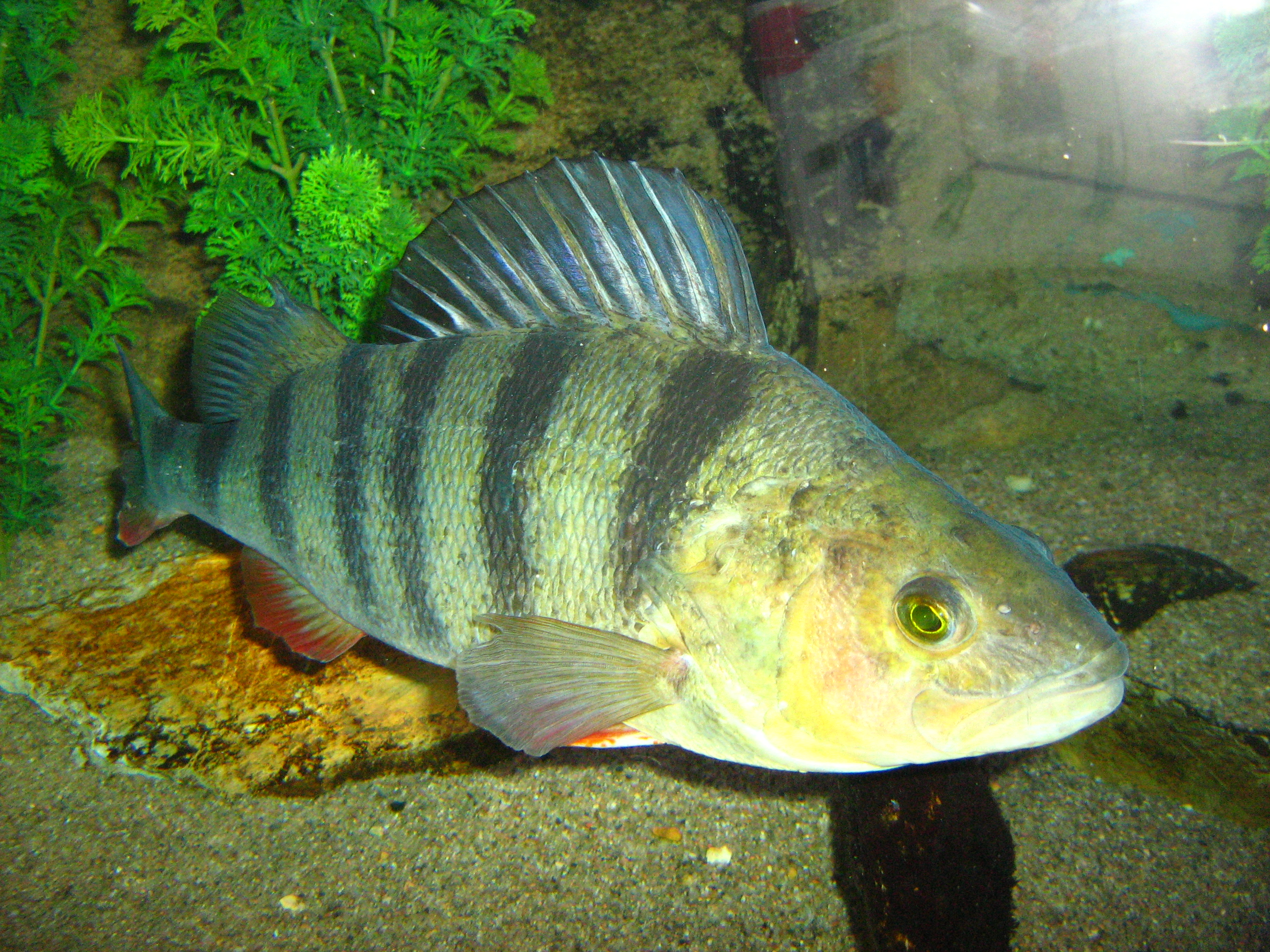
Perca de riu (Perca fluviatilis)

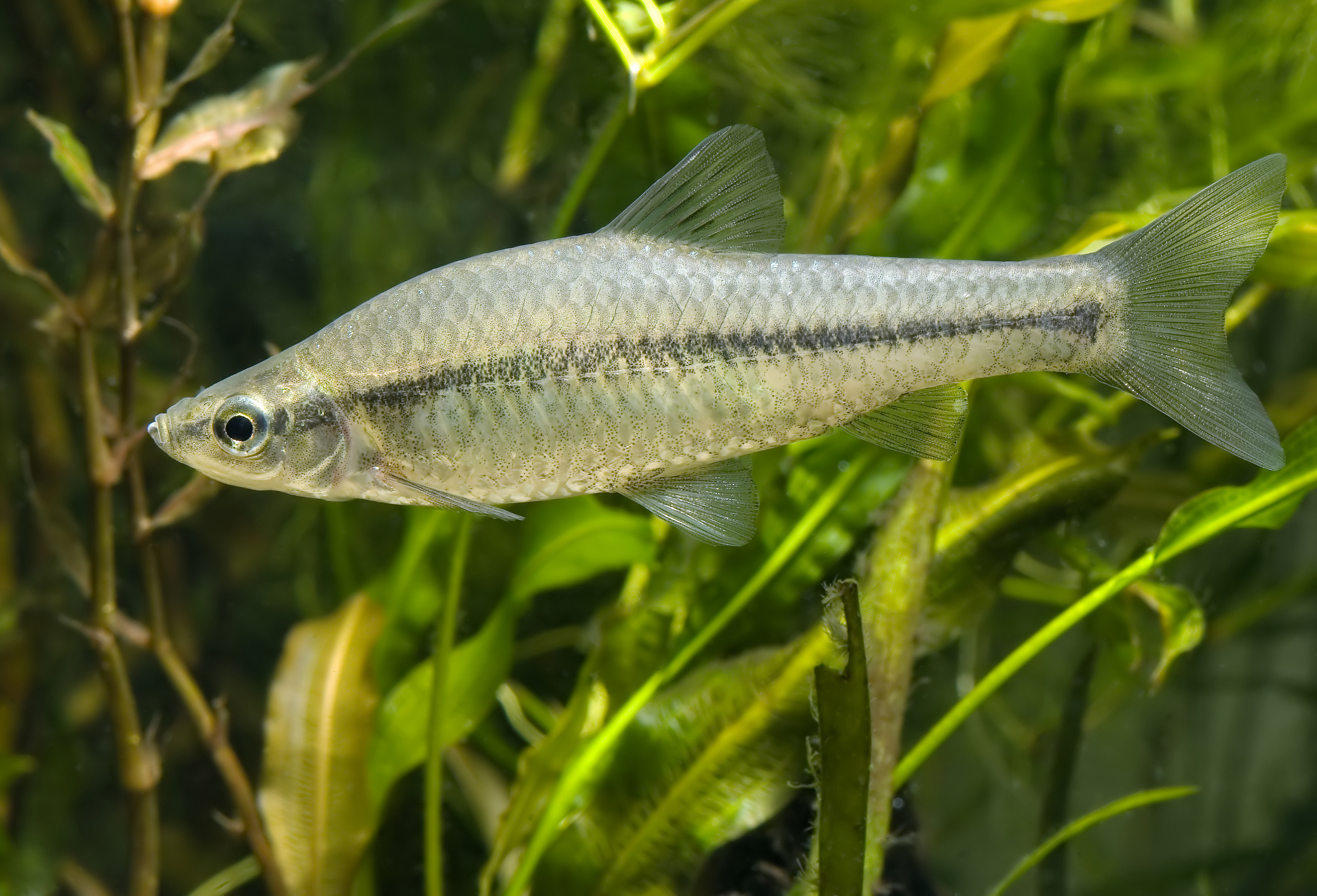
Pseudorasbora parva

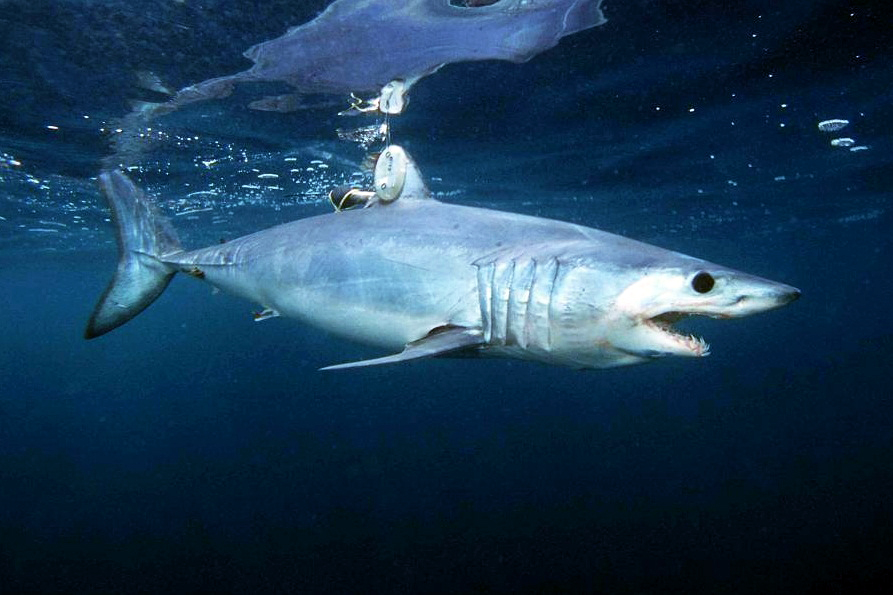
Solraig (Isurus oxyrinchus)

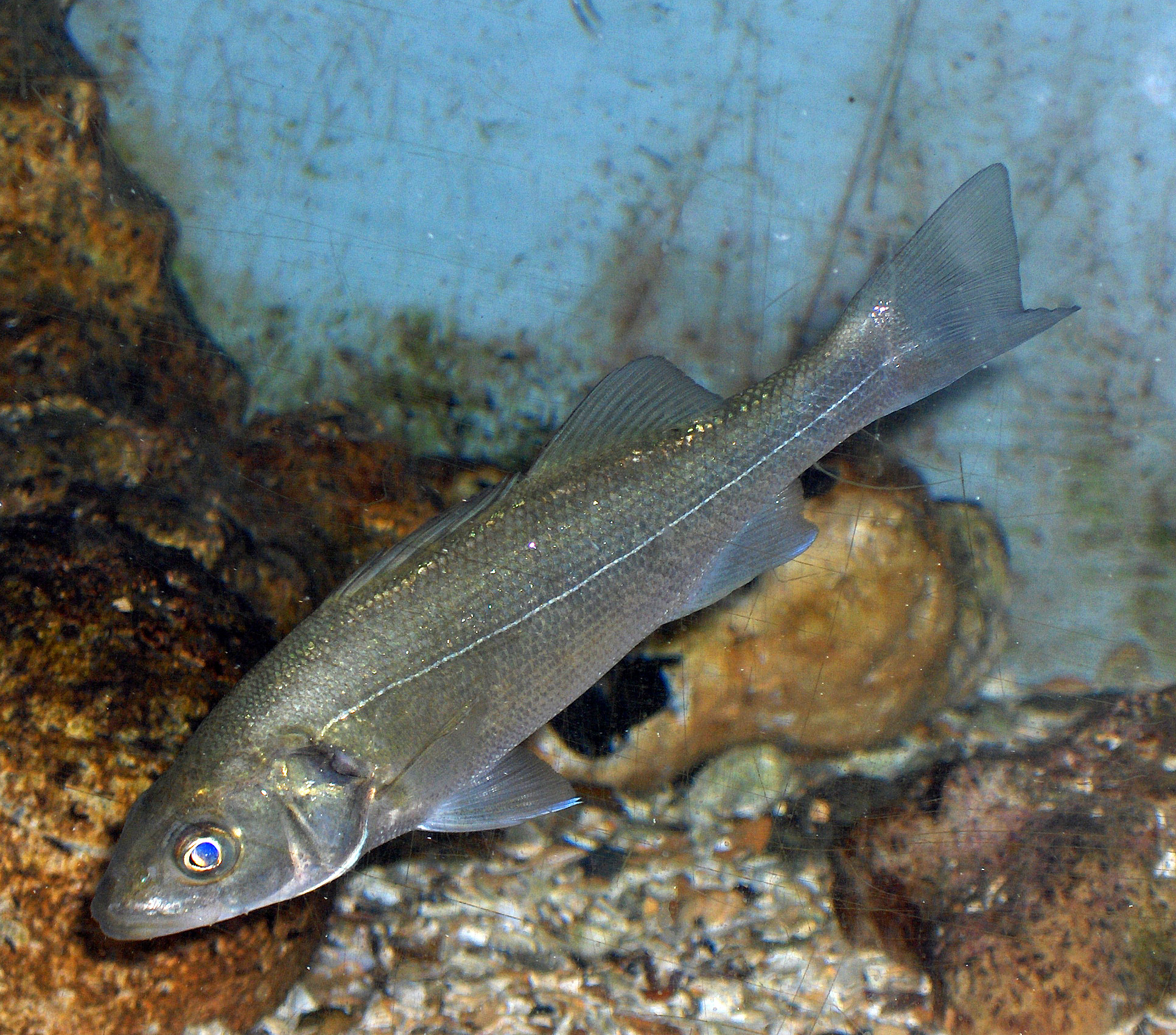
Llobarro (Dicentrarchus labrax)

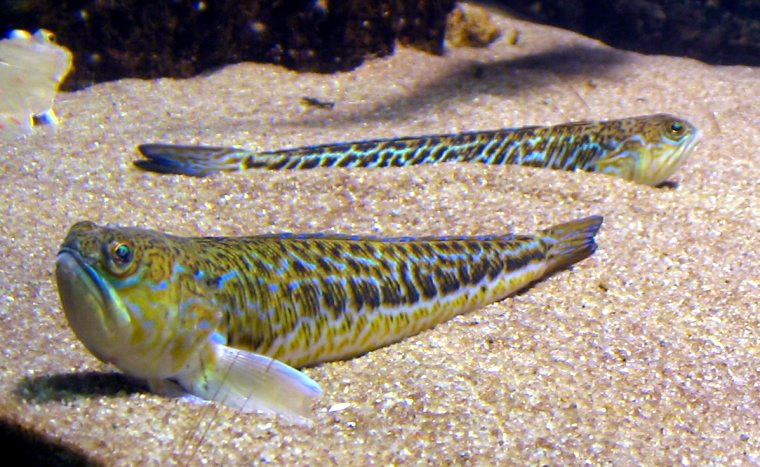
Aranya blanca (Trachinus draco)

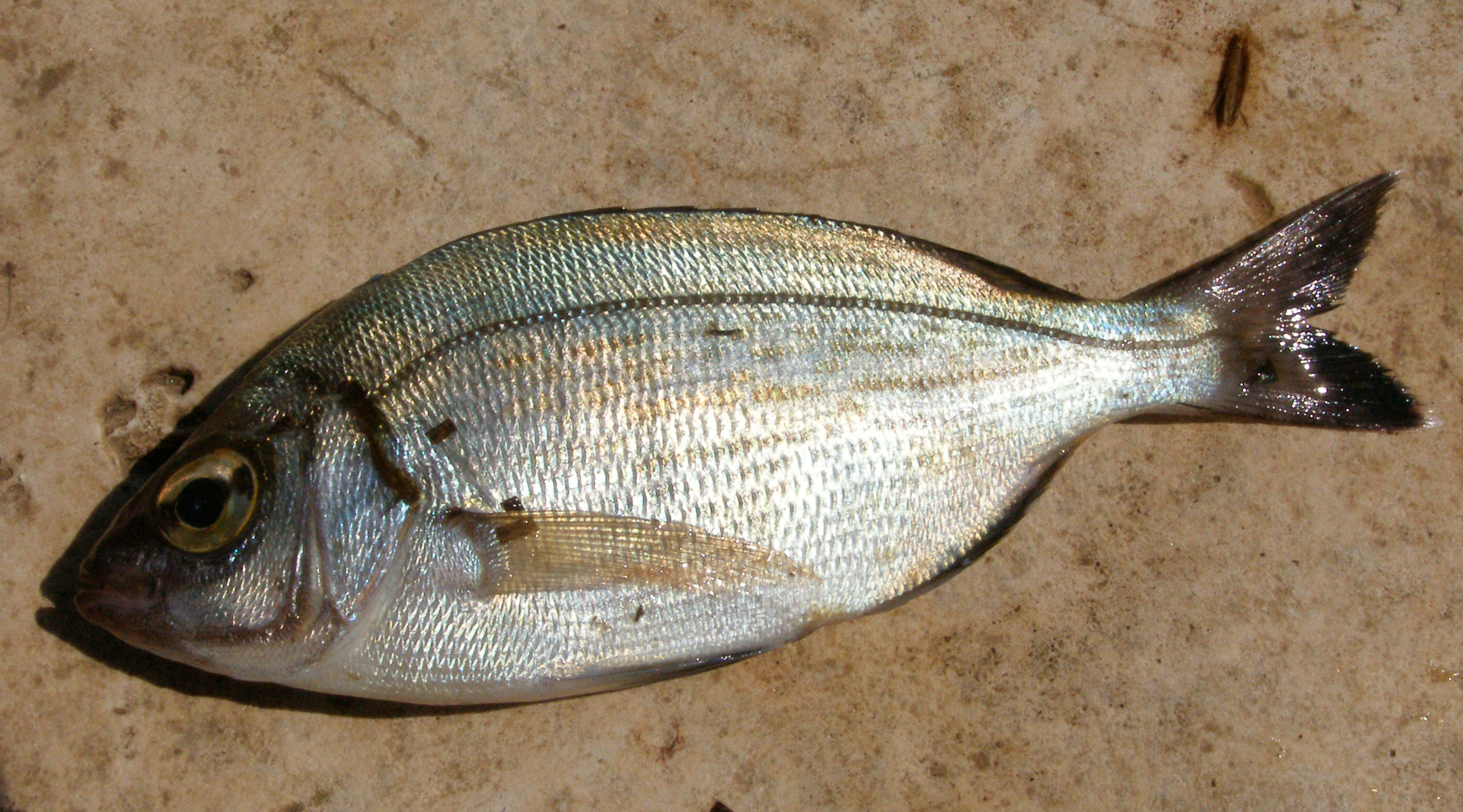
Càntera (Spondyliosoma cantharus)

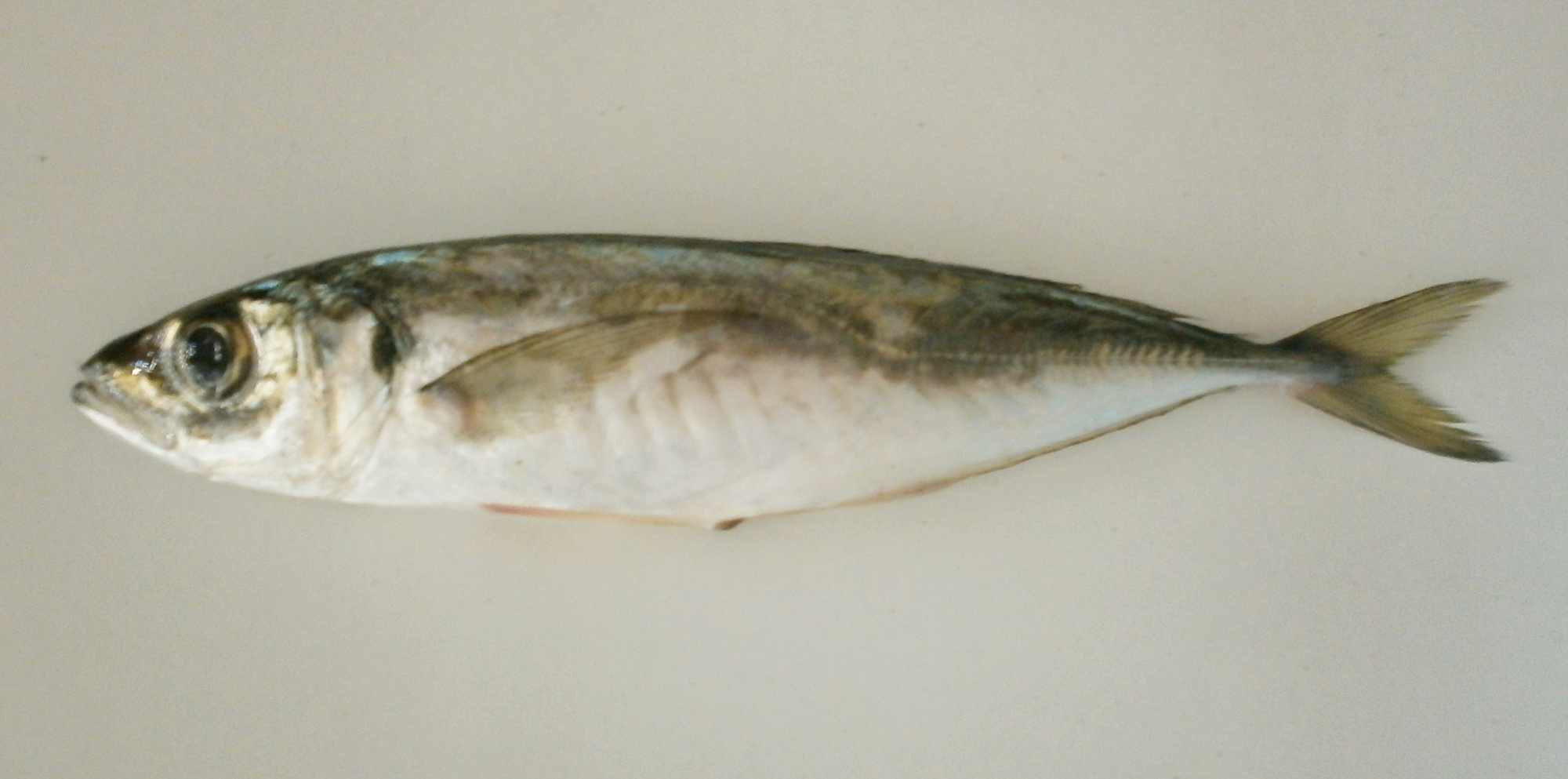
Sorell blancal (Trachurus mediterraneus)

Aquesta llista de peixos de Grècia inclou 608 espècies de peixos que es poden trobar actualment a Grècia ordenades per l'ordre alfabètic de llur nom científic.

## A
- Abramis brama
- Acanthocybium solandri
- Acantholabrus palloni
- Acipenser naccarii
- Acipenser stellatus
- Acipenser sturio
- Aidablennius sphynx
- Alburnoides bipunctatus
- Alburnoides prespensis
- Alburnus alburnus
- Alburnus belvica[1]
- Alburnus chalcoides
- Alburnus macedonicus
- Alburnus thessalicus
- Alburnus vistonicus[2]
- Alburnus volviticus
- Alectis alexandrina
- Alepes djedaba
- Alopias vulpinus
- Alosa agone
- Alosa fallax
- Alosa macedonica
- Alosa vistonica[3]
- Anguilla anguilla
- Anthias anthias
- Aphanius almiriensis[4]
- Aphanius fasciatus
- Aphia minuta
- Apletodon dentatus
- Apogon imberbis
- Apogonichthyoides pharaonis
- Apterichtus anguiformis
- Apterichtus caecus
- Arctozenus risso
- Argentina sphyraena
- Argyropelecus hemigymnus
- Argyrosomus regius
- Ariosoma balearicum
- Arnoglossus imperialis
- Arnoglossus kessleri
- Arnoglossus laterna
- Arnoglossus rueppelii
- Arnoglossus thori
- Atherina boyeri
- Atherina hepsetus
- Atherinomorus forskalii
- Atherinomorus lacunosus
- Aulopus filamentosus[5]
- Auxis rochei

## B
- Balistes capriscus
- Barbatula barbatula
- Barbus albanicus[6]
- Barbus balcanicus
- Barbus carottae
- Barbus cyclolepis
- Barbus euboicus
- Barbus macedonicus
- Barbus meridionalis
- Barbus peloponnesius[7]
- Barbus pergamonensis
- Barbus plebejus
- Barbus prespensis
- Barbus rebeli
- Barbus sperchiensis
- Barbus strumicae
- Barbus thessalus
- Bathypterois dubius
- Bathypterois grallator
- Bellottia apoda
- Belone belone
- Belone svetovidovi
- Benthosema glaciale
- Beryx decadactylus
- Blennius ocellaris
- Boops boops
- Bothus podas
- Brama brama
- Buenia affinis
- Buglossidium luteum

## C
- Callanthias ruber
- Callionymus fasciatus
- Callionymus filamentosus
- Callionymus lyra
- Callionymus maculatus
- Callionymus pusillus
- Callionymus risso
- Campogramma glaycos
- Capros aper
- Caranx crysos
- Caranx hippos
- Caranx rhonchus
- Carapus acus
- Carassius auratus
- Carassius carassius
- Carassius gibelio
- Carcharhinus brevipinna
- Carcharhinus plumbeus
- Carcharias taurus
- Carcharodon carcharias
- Cataetyx laticeps
- Centracanthus cirrus
- Centrolophus niger
- Centrophorus granulosus
- Centrophorus uyato
- Cepola macrophthalma
- Ceratoscopelus maderensis
- Cetorhinus maximus
- Chauliodus sloani
- Cheilopogon exsiliens
- Chelidonichthys cuculus
- Chelidonichthys lucerna
- Chelidonichthys obscurus
- Chelon labrosus
- Chimaera monstrosa
- Chlopsis bicolor
- Chlorophthalmus agassizi
- Chondrostoma nasus
- Chondrostoma prespense
- Chondrostoma vardarense
- Chromis chromis
- Chromogobius quadrivittatus
- Chromogobius zebratus
- Citharus linguatula
- Clarias gariepinus
- Clinitrachus argentatus
- Cobitis arachthosensis
- Cobitis hellenica
- Cobitis meridionalis
- Cobitis ohridana
- Cobitis puncticulata
- Cobitis punctilineata
- Cobitis stephanidisi
- Cobitis strumicae
- Cobitis trichonica[8]
- Cobitis vardarensis
- Coelorinchus caelorhincus
- Coelorinchus mediterraneus
- Conger conger
- Coregonus lavaretus
- Coris julis
- Coryphaena equiselis
- Coryphaena hippurus
- Coryphaenoides guentheri
- Coryphaenoides mediterraneus
- Coryphoblennius galerita
- Crystallogobius linearis
- Ctenolabrus rupestris
- Cyclothone braueri
- Cyclothone pygmaea
- Cyprinus carpio

## D
- Dactylopterus volitans
- Dalatias licha
- Dalophis imberbis
- Dasyatis centroura
- Dasyatis pastinaca
- Dasyatis tortonesei
- Deltentosteus collonianus
- Deltentosteus quadrimaculatus
- Dentex dentex
- Dentex gibbosus
- Dentex macrophthalmus
- Dentex maroccanus
- Diaphus holti
- Diaphus metopoclampus
- Diaphus rafinesquii
- Dicentrarchus labrax
- Dicentrarchus punctatus
- Dicologlossa cuneata
- Diplecogaster bimaculata
- Diplodus annularis
- Diplodus cervinus
- Diplodus puntazzo
- Diplodus sargus sargus
- Diplodus vulgaris
- Dipturus batis
- Dipturus oxyrinchus

## E
- Echelus myrus
- Echeneis naucrates
- Echiichthys vipera
- Echinorhinus brucus
- Echiodon dentatus
- Economidichthys pygmaeus
- Economidichthys trichonis
- Electrona risso
- Enchelycore anatina
- Engraulis encrasicolus
- Epigonus constanciae
- Epigonus denticulatus
- Epigonus telescopus
- Epinephelus aeneus
- Epinephelus caninus
- Epinephelus costae
- Epinephelus marginatus
- Equulites klunzingeri
- Esox lucius
- Etmopterus spinax
- Etrumeus golanii
- Eudontomyzon graecus[9]
- Eudontomyzon hellenicus
- Euthynnus alletteratus
- Eutrigla gurnardus
- Evermannella balbo
- Exocoetus volitans

## F
- Facciolella oxyrhyncha
- Fistularia commersonii

## G
- Gadella maraldi
- Gadiculus argenteus
- Gaidropsarus biscayensis
- Gaidropsarus granti[10]
- Gaidropsarus mediterraneus
- Gaidropsarus vulgaris
- Galeorhinus galeus
- Galeus melastomus
- Gambusia affinis
- Gambusia holbrooki
- Gammogobius steinitzi
- Gasterosteus aculeatus
- Glossanodon leioglossus
- Gnathophis mystax
- Gobio bulgaricus
- Gobio feraeensis
- Gobius ater
- Gobius auratus
- Gobius bucchichi
- Gobius cobitis
- Gobius cruentatus
- Gobius fallax
- Gobius geniporus
- Gobius niger
- Gobius paganellus
- Gobius vittatus
- Gobius xanthocephalus
- Gonichthys cocco
- Gonostoma denudatum
- Gouania willdenowi
- Gymnammodytes cicerelus
- Gymnothorax unicolor
- Gymnura altavela

## H
- Halobatrachus didactylus
- Helicolenus dactylopterus
- Hemiramphus far
- Heptranchias perlo
- Hexanchus griseus
- Hippocampus guttulatus
- Hippocampus hippocampus
- Hirundichthys rondeletii
- Hoplostethus mediterraneus
- Huso huso
- Hygophum benoiti
- Hygophum hygomii
- Hymenocephalus italicus
- Hypophthalmichthys molitrix
- Hypophthalmichthys nobilis

## I
- Ichthyococcus ovatus
- Iniistius pavo
- Istiophorus albicans
- Isurus oxyrinchus

## K
- Katsuwonus pelamis
- Knipowitschia caucasica
- Knipowitschia goerneri[11]
- Knipowitschia milleri[12]
- Knipowitschia thessala

## L
- Labrus merula
- Labrus mixtus
- Labrus viridis
- Lagocephalus lagocephalus
- Lagocephalus sceleratus
- Lagocephalus spadiceus
- Lagocephalus suezensis
- Lamna nasus
- Lampanyctus crocodilus
- Lampanyctus pusillus
- Lampris guttatus
- Lepadogaster candolii
- Lepadogaster lepadogaster
- Lepidion lepidion
- Lepidopus caudatus
- Lepidorhombus boscii
- Lepidorhombus whiffiagonis
- Lepidotrigla cavillone
- Lepidotrigla dieuzeidei
- Lepomis gibbosus
- Lestidiops jayakari
- Lestidiops pseudosphyraenoides
- Lestidiops sphyrenoides
- Lesueurigobius friesii
- Lesueurigobius suerii
- Leucaspius delineatus
- Leuciscus aspius
- Leucoraja circularis
- Leucoraja fullonica
- Leucoraja naevus
- Lichia amia
- Lipophrys trigloides
- Lithognathus mormyrus
- Liza aurata
- Liza haematocheila[13]
- Liza ramada
- Liza saliens
- Lobianchia dofleini
- Lobianchia gemellarii
- Lobotes surinamensis
- Lophius budegassa
- Lophius piscatorius
- Lophotus lacepede
- Luciobarbus graecus
- Luvarus imperialis

## M
- Macroramphosus scolopax
- Maurolicus muelleri
- Merlangius merlangus
- Merluccius merluccius
- Microchirus ocellatus
- Microchirus variegatus
- Microlipophrys adriaticus
- Microlipophrys canevae
- Microlipophrys dalmatinus
- Microlipophrys nigriceps
- Micromesistius poutassou
- Microstoma microstoma
- Millerigobius macrocephalus
- Mobula mobular
- Mola mola
- Molva dypterygia
- Molva macrophthalma
- Monochirus hispidus
- Mora moro
- Mugil cephalus
- Mullus barbatus barbatus
- Mullus surmuletus
- Muraena helena
- Mustelus asterias
- Mustelus mustelus
- Mustelus punctulatus
- Mycteroperca rubra
- Myctophum punctatum
- Myliobatis aquila

## N
- Nansenia oblita
- Naucrates ductor
- Nerophis ophidion
- Nettastoma melanurum
- Nezumia aequalis
- Nezumia sclerorhynchus
- Notacanthus bonaparte
- Notoscopelus bolini
- Notoscopelus elongatus

## O
- Oblada melanura
- Odondebuenia balearica
- Odontaspis ferox
- Oedalechilus labeo
- Oncorhynchus mykiss
- Opeatogenys gracilis
- Ophichthus rufus
- Ophidion barbatum
- Ophidion rochei
- Ophisurus serpens
- Orcynopsis unicolor
- Oreochromis niloticus
- Oxynoemacheilus bureschi
- Oxynoemacheilus pindus[14]
- Oxynoemacheilus theophilii
- Oxynotus centrina
- Oxyurichthys petersii

## P
- Pachychilon macedonicum
- Pachychilon pictum
- Pagellus acarne
- Pagellus bogaraveo
- Pagellus erythrinus
- Pagrus auriga
- Pagrus caeruleostictus
- Pagrus pagrus
- Panturichthys fowleri
- Parablennius gattorugine
- Parablennius incognitus
- Parablennius rouxi
- Parablennius sanguinolentus
- Parablennius tentacularis
- Parablennius zvonimiri
- Parabramis pekinensis
- Paralepis coregonoides
- Paralepis speciosa
- Parexocoetus mento
- Parophidion vassali
- Pegusa impar
- Pegusa lascaris
- Pegusa nasuta
- Pelasgus epiroticus[15]
- Pelasgus laconicus[16]
- Pelasgus marathonicus
- Pelasgus prespensis
- Pelasgus stymphalicus[17]
- Pelasgus thesproticus
- Pempheris mangula
- Perca fluviatilis
- Peristedion cataphractum
- Petroleuciscus borysthenicus
- Petroleuciscus smyrnaeus
- Petromyzon marinus
- Petroscirtes ancylodon
- Phoxinus phoxinus
- Phoxinus strymonicus[18]
- Phycis blennoides
- Phycis phycis
- Physiculus dalwigki
- Platichthys flesus
- Polyacanthonotus rissoanus
- Polyprion americanus
- Pomadasys incisus
- Pomatomus saltatrix
- Pomatoschistus bathi
- Pomatoschistus knerii
- Pomatoschistus marmoratus
- Pomatoschistus microps
- Pomatoschistus minutus
- Pomatoschistus quagga
- Prionace glauca
- Pristis pectinata
- Pristis pristis
- Proterorhinus marmoratus
- Proterorhinus semilunaris
- Pseudaphya ferreri
- Pseudocaranx dentex
- Pseudorasbora parva
- Pteragogus pelycus
- Pteromylaeus bovinus
- Pteroplatytrygon violacea
- Pungitius hellenicus[19]
- Pungitius platygaster

## R
- Raja asterias
- Raja brachyura
- Raja clavata
- Raja miraletus
- Raja montagui
- Raja polystigma
- Raja radula
- Raja undulata
- Ranzania laevis
- Regalecus glesne
- Remora brachyptera
- Remora osteochir
- Remora remora
- Rhinobatos cemiculus
- Rhinobatos rhinobatos
- Rhinoptera marginata
- Rhizoprionodon acutus
- Rhodeus amarus
- Rhodeus meridionalis
- Romanogobio elimeius
- Romanogobio uranoscopus
- Rostroraja alba
- Rutilus panosi[20]
- Rutilus prespensis
- Rutilus rutilus
- Rutilus ylikiensis
- Ruvettus pretiosus

## S
- Sabanejewia balcanica
- Salaria basilisca
- Salaria economidisi[21]
- Salaria fluviatilis
- Salaria pavo
- Salmo dentex
- Salmo farioides
- Salmo letnica
- Salmo lourosensis
- Salmo pelagonicus
- Salmo peristericus
- Sander lucioperca
- Sarda sarda
- Sardina pilchardus
- Sardinella aurita
- Sardinella maderensis
- Sargocentron praslin
- Sargocentron rubrum
- Sarmarutilus rubilio
- Sarpa salpa
- Scardinius acarnanicus
- Scardinius erythrophthalmus
- Scardinius graecus
- Scartella cristata
- Schedophilus ovalis
- Sciaena umbra
- Scomber colias
- Scomberesox saurus
- Scomberomorus commerson
- Scophthalmus maeoticus
- Scophthalmus maximus
- Scophthalmus rhombus
- Scorpaena elongata
- Scorpaena loppei
- Scorpaena maderensis
- Scorpaena notata
- Scorpaena porcus
- Scorpaena scrofa
- Scyliorhinus canicula
- Scyliorhinus stellaris
- Seriola dumerili
- Seriola rivoliana
- Serranus cabrilla
- Serranus hepatus
- Serranus scriba
- Siganus luridus
- Siganus rivulatus
- Sillago suezensis
- Silurus aristotelis[22]
- Silurus glanis
- Solea aegyptiaca
- Solea solea
- Sparisoma cretense
- Sparus aurata
- Sphoeroides pachygaster
- Sphyraena chrysotaenia
- Sphyraena flavicauda
- Sphyraena sphyraena
- Sphyrna mokarran
- Sphyrna tudes
- Sphyrna zygaena
- Spicara maena
- Spicara smaris
- Spondyliosoma cantharus
- Sprattus sprattus
- Squalius cephalus[23]
- Squalius cii
- Squalius ghigii
- Squalius keadicus[24]
- Squalius moreoticus
- Squalius orpheus[25]
- Squalius pamvoticus
- Squalius peloponensis
- Squalius prespensis
- Squalius vardarensis
- Squalus acanthias
- Squalus blainville
- Squatina aculeata
- Squatina oculata
- Squatina squatina
- Stephanolepis diaspros
- Stomias boa boa
- Stromateus fiatola
- Symbolophorus veranyi
- Symphodus cinereus
- Symphodus doderleini
- Symphodus mediterraneus
- Symphodus melanocercus
- Symphodus melops
- Symphodus ocellatus
- Symphodus roissali
- Symphodus rostratus
- Symphodus tinca
- Symphurus ligulatus
- Symphurus nigrescens
- Synapturichthys kleinii
- Synchiropus phaeton
- Syngnathus abaster
- Syngnathus acus
- Syngnathus phlegon
- Syngnathus tenuirostris
- Syngnathus typhle
- Synodus saurus

## T
- Telestes beoticus
- Telestes pleurobipunctatus
- Tetrapturus belone
- Thalassoma pavo
- Thorogobius ephippiatus
- Thorogobius macrolepis
- Thunnus alalunga
- Thunnus thynnus
- Tinca tinca
- Torpedo marmorata
- Torpedo nobiliana
- Torpedo torpedo
- Torquigener flavimaculosus
- Trachinotus ovatus
- Trachinus araneus
- Trachinus draco
- Trachinus radiatus
- Trachipterus trachypterus
- Trachurus mediterraneus
- Trachurus picturatus
- Trachurus trachurus
- Trachyrincus scabrus
- Trichiurus lepturus
- Trigla lyra
- Trigloporus lastoviza
- Tripterygion delaisi
- Tripterygion melanurum
- Tripterygion tripteronotum
- Trisopterus capelanus
- Tropidophoxinellus hellenicus[26]
- Tropidophoxinellus spartiaticus[27]
- Tylosurus acus imperialis

## U
- Umbrina cirrosa
- Upeneus moluccensis
- Upeneus pori
- Uranoscopus scaber

## V
- Valencia letourneuxi[28]
- Valencia robertae[29]
- Vanneaugobius pruvoti
- Vimba melanops
- Vinciguerria attenuata
- Vinciguerria poweriae

## X
- Xiphias gladius
- Xyrichtys novacula

## Z
- Zebrus zebrus
- Zeugopterus regius
- Zeus faber
- Zingel balcanicus
- Zosterisessor ophiocephalus
- Zu cristatus[30]